# 小田急1000形電車
小田急1000形電車（おだきゅう1000がたでんしゃ）は、小田急電鉄（小田急）で1987年（昭和62年）以降に運用されている通勤車両である。
本項では個別の編成について、小田急での表記に倣い「新宿方先頭車の車両番号×編成両数」の表記（例：1091×10）とし、併結編成については新宿方よりプラス記号を用いて記載する（例：1051×4+1251×6）。編成内の号車を表す際には記号番号と番台区分から「デハ1400番台」などのように記す。また、小田原方面に向かって右側を「山側」、左側を「海側」と表記する。

## 概要
老朽化した2400形の置き換えおよび9000形に代わる帝都高速度交通営団（現在の東京地下鉄）千代田線への直通対応車として登場し、1993年（平成5年）までに4両25編成・6両8編成・8両1編成・10両4編成の合計196両が製造された。
小田急では2600形でVVVFインバータ制御方式の実用試験を行っていたが、その実績から営業用電車で本格的にインバータ制御を採用した。
本形式は小田急の開通60周年記念も兼ねて導入されており、同時期にはロマンスカーの10000形電車（HiSE車）も導入されている。

## 車両概説
本節では、登場当時の仕様を基本として、増備途上での変更点を個別に記述する。更新による変更については沿革で後述する。

### 車体
先頭車は車体長19,650 mm・全長20,150 mm、中間車は車体長19,500 mm・全長20,000 mmで、車体幅は当時の帝都高速度交通営団（営団地下鉄）千代田線への乗り入れを考慮して、2,860 mmとした。車体はステンレス鋼製のオールステンレス車両で、採用にあたってはステンレス特有の光沢を押さえたいという小田急側の意向により、全面ダルフィニッシュ仕上げとしている。前面は繊維強化プラスチック (FRP) 製で、デザインは9000形に類似するものである。
4・6両編成は併結運転を行うため電気連結器を装備している。

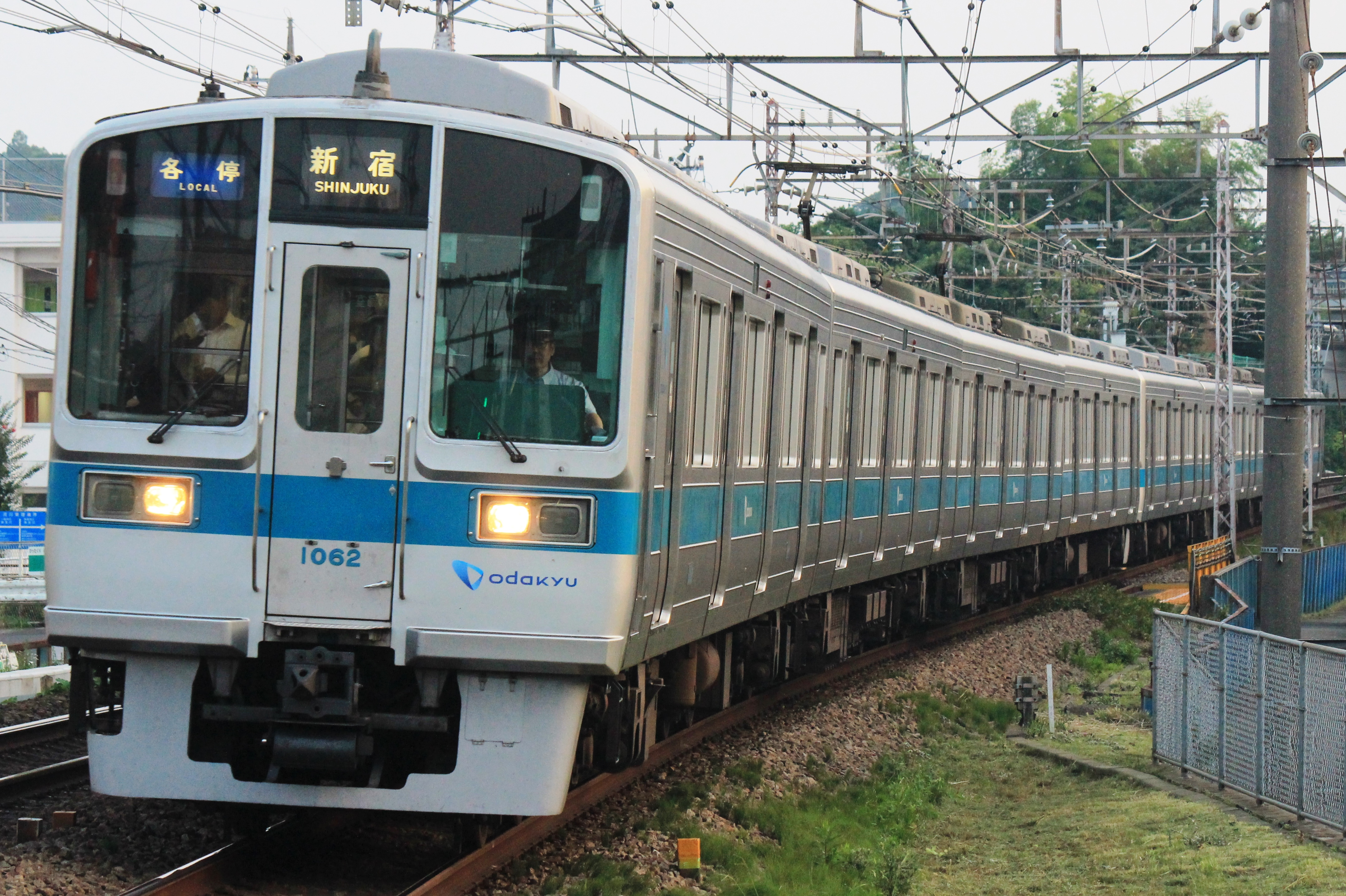
各駅停車として走る 4+4両編成 （2014年7月15日 / 柿生駅）
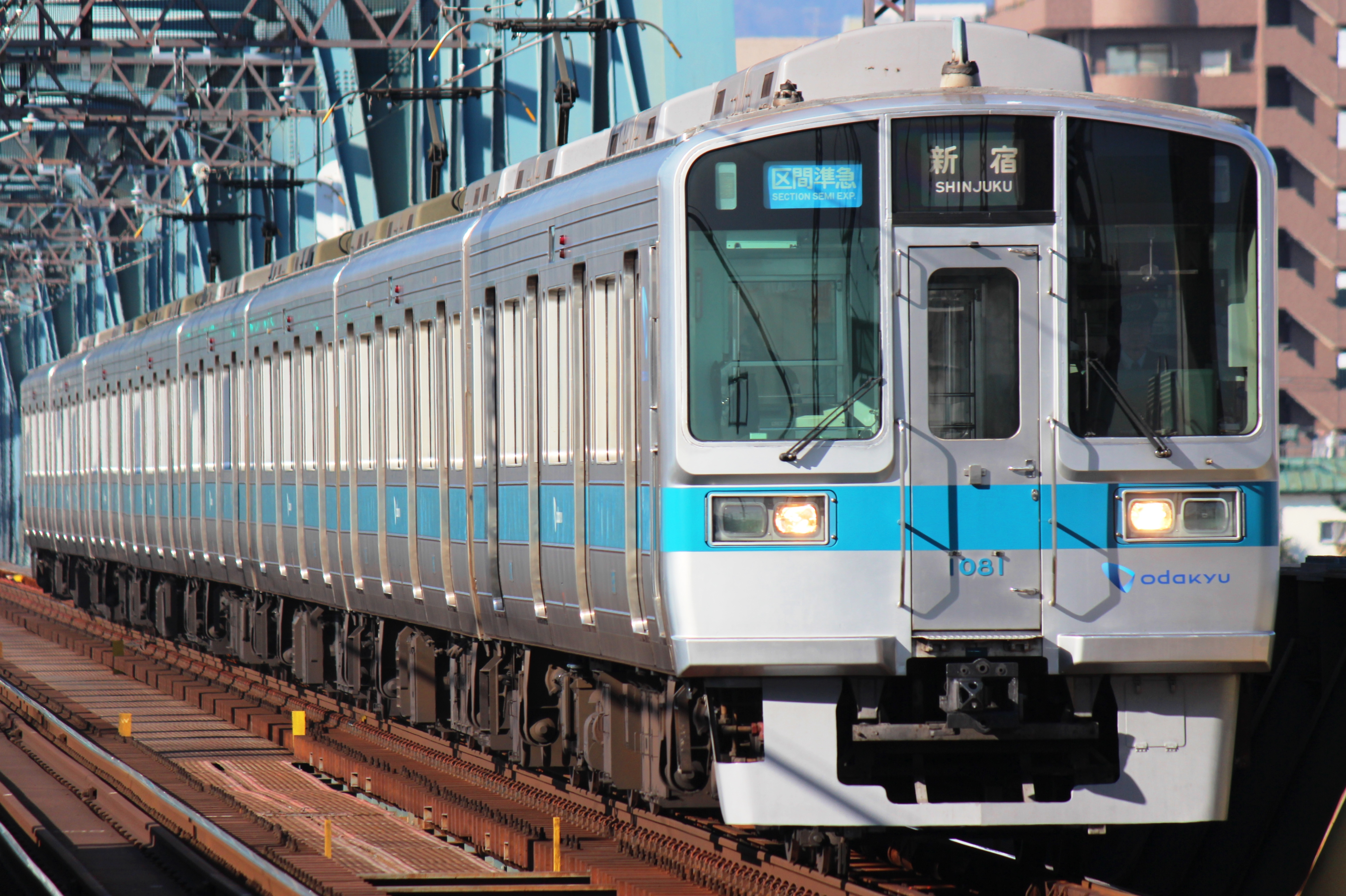
1編成のみ存在した8両固定編成（2015年2月11日 / 厚木駅）
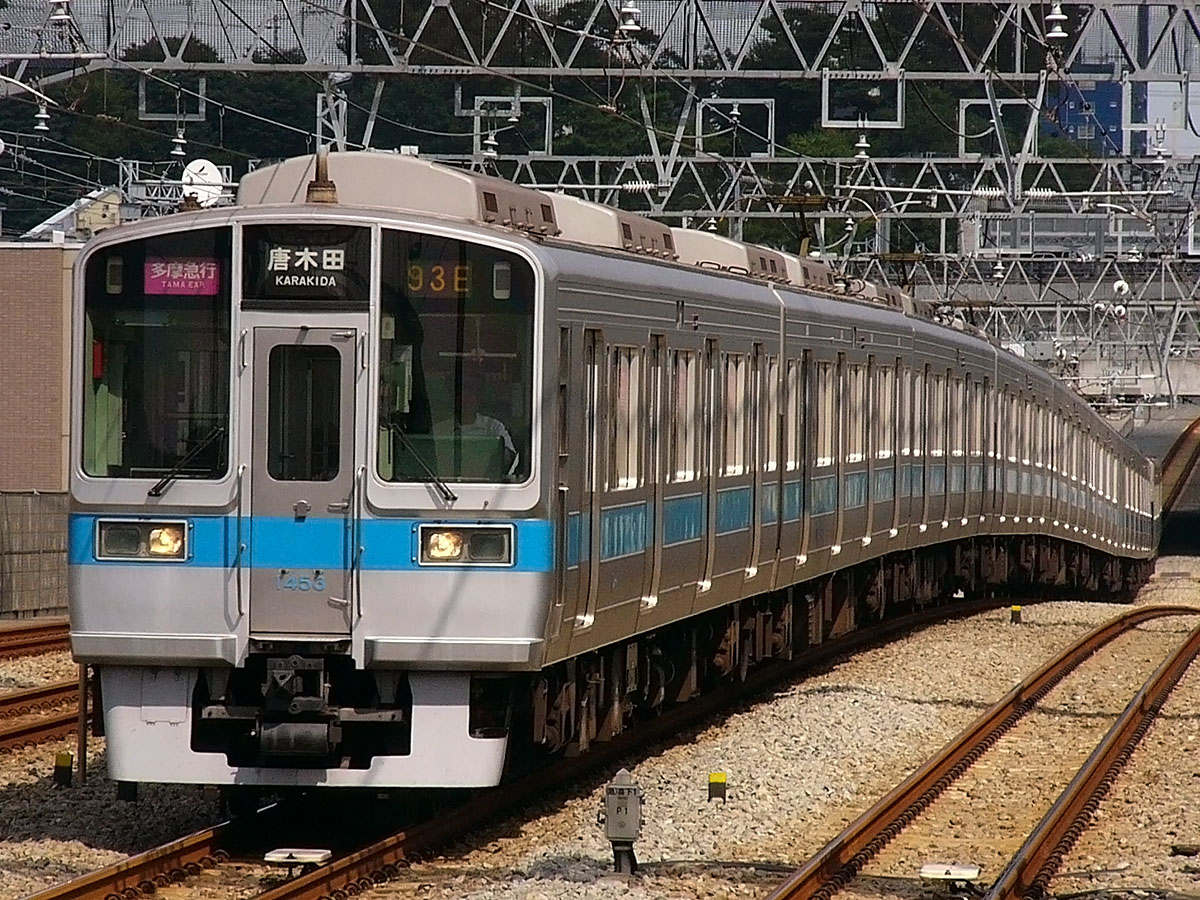
地下鉄千代田線と直通運転する運用に入っていた頃の1000形 運行番号を表示している （2005年9月16日 / 喜多見駅）

### 機器・乗務員室
冷房装置は集約分散式のCU195Cとなった。8000形で実績のあるCU195Aの改良型である。
運転台の主幹制御器は従来どおりの縦軸式ABFMタイプだが、オフ位置は右ではなく千代田線仕様の手前である。乗務員室内は緑色のカラースキームである。運転台計器盤は8000形よりも高くし、高運転台に準じたものとなった。乗務員室仕切りは運転席背面は配電盤などの機器設置スペースとしたため窓はなく、中央に仕切扉窓・右端に2段式の窓がある。遮光幕は中央の仕切扉窓のみある。
台車はFS-534（電動台車）とFS-034（付随台車）で、基礎制動装置は全台車が両抱き式踏面ブレーキ（クラスプブレーキ）である。いずれも小田急では2200形からの実績があるアルストムリンク式空気ばね台車である。
車両各所の写真

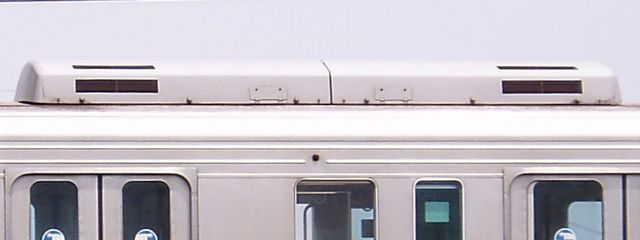
1000形の冷房装置 CU195C
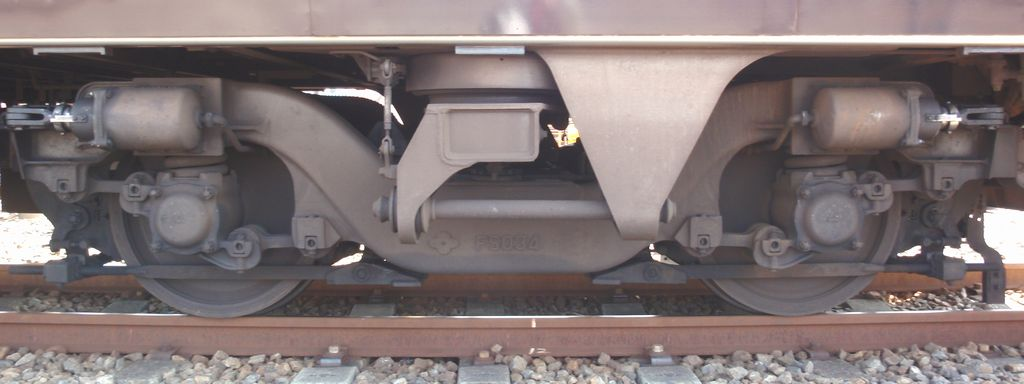
1000形の付随台車 FS-034
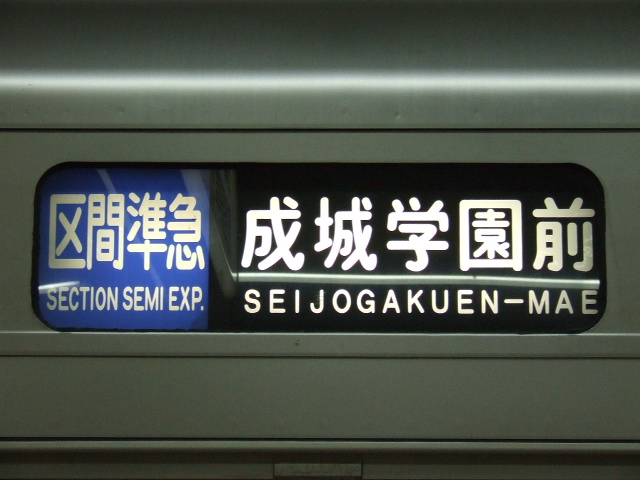
種別行先表示器（未更新車）
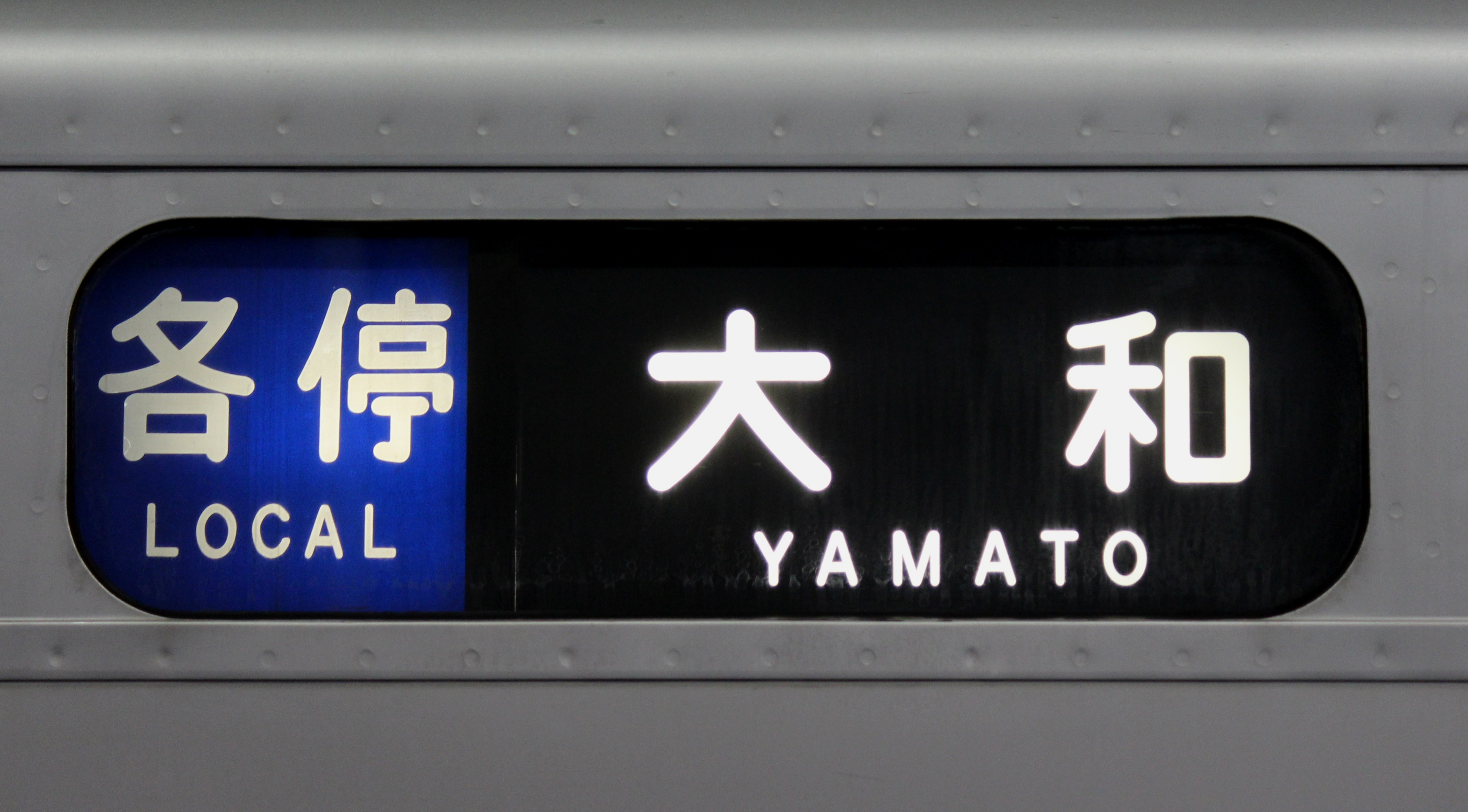
1編成のみの縁が丸型の未更新車種別表示器（現在は「各停」から「各駅停車」の表示に変更されている。）
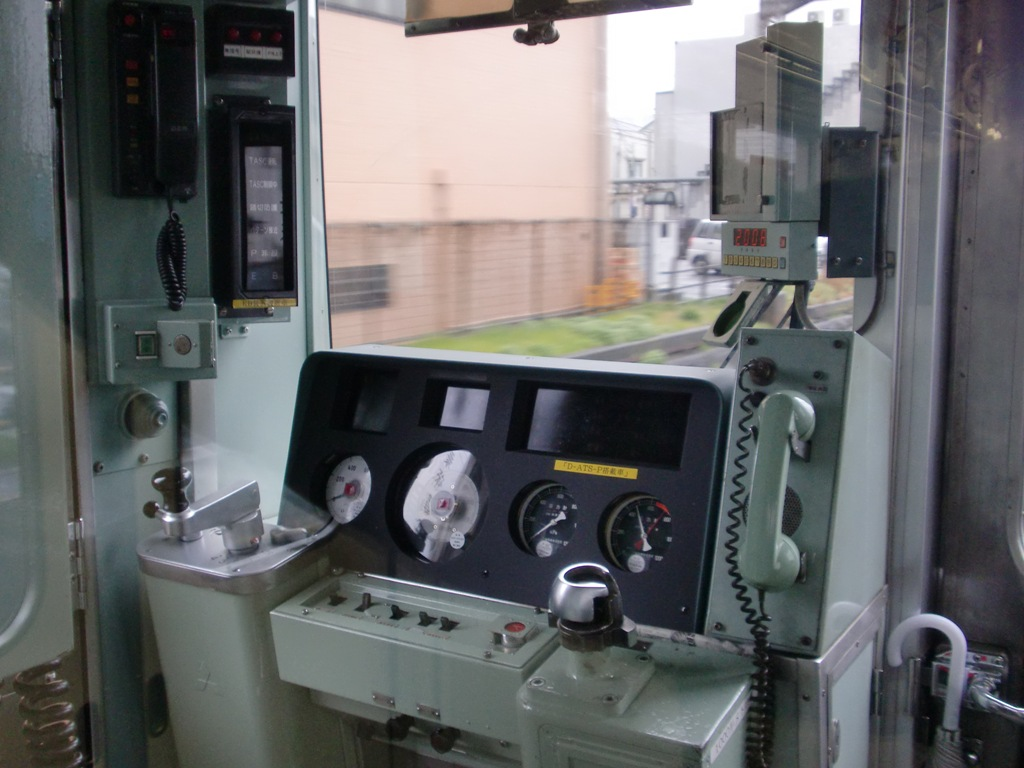
運転台（未更新車）

### 各編成の仕様
形式は先頭車が制御車のクハ1050番台で、中間車は電動車のデハ1000番台と付随車のサハ1050番台で構成される。
- 通常タイプのドアを装備する6両編成と10両編成は全編成が千代田線への乗り入れに対応していたが、前項で述べたように4000形の投入およびD-ATS-Pの設置でATCが撤去されたため、乗り入れができなくなった。逆にワイドドアの6両編成は千代田線に乗り入れないため登場時よりATCを搭載していない。
- 8・10両編成とワイドドア6両編成のドア鴨居部には、ドアチャイム（1751×6・1752×6を除く）とLED式の旅客案内表示器が設置されている。なお、10両編成には広告を掲示する枠が設置されておらず、すべての鴨居部に2装置を設置している。千代田線内では、小田急線内と異なる表示をしており、次の駅の案内（駅ナンバリング対応）と乗客へのお願い文（冒頭は東京地下鉄6000系などと同様に「東京メトロをご利用頂きましてありがとうございます。」の表示が出る）のみを表示する。
  - 8両：千鳥配置、黒枠
  - 10両：全ドア上、白枠（1091×10・1092×10は黒枠で3000形や8000形更新車と同型）
  - ワイドドア：千鳥配置、1751×6 - 1753×6・1754×6の2・3号車がオリジナルの形状、1754×6（2・3号車は除く） - 1756×6は黒枠
- 1本のみの8両編成（1081×8）は、小田急の通勤車で初めて自動放送装置を搭載した。これは試験的なもので、その後2000形以降の各系列で本格的に採用された。なお、この編成は廃車まで英語放送が行われなかった。また、4両編成も3000形または8000形更新車と併結運転を行っている場合に限り自動放送が流れるが、これは併結相手にある自動放送装置を使用している。この場合、自動放送の設定は相手側運転台での設定となる。
- 6両の1252×6編成は、日本車輌製造において1989年（昭和64年）に落成したため、車内には「昭和64年 日本車輌」と記載された銘板があったが、リニューアル時にすべて小田急エンジニアリングのものに交換されており現存しない。また、この編成は1993年3月から2000年11月ごろまで、1251×6は2004年11月まで千代田線乗り入れ機器を外して地上線で使用されていた。
- 元千代田線直通対応車のうち、分割可能編成の連結部乗務員室仕切扉の上部には「地下鉄線内では非常の場合通れます」という看板とステッカーが、また横には「地下鉄線内で非常の場合はつまみを左にまわしてください」のステッカーが貼付されている。
- 車掌スイッチは千代田線非対応車では従来の押し棒式で、安全装置として戸閉鎖錠スイッチ[注 1]を設置している。千代田線対応車では戸閉鎖錠スイッチではなく、ひねり式[注 2]の車掌スイッチを使用している。

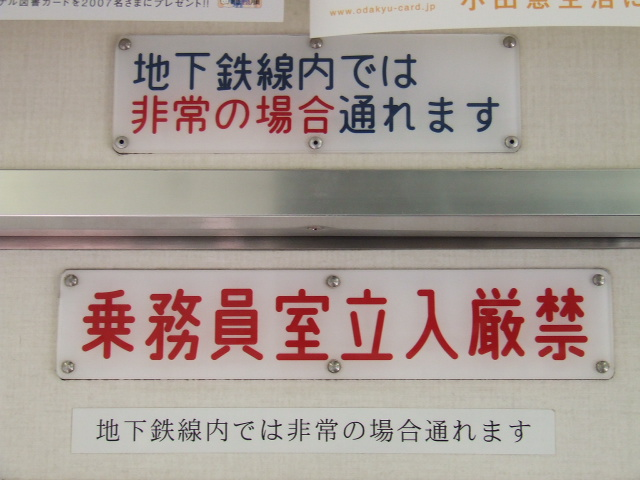
分割可能編成の連結部乗務員室仕切扉にある看板
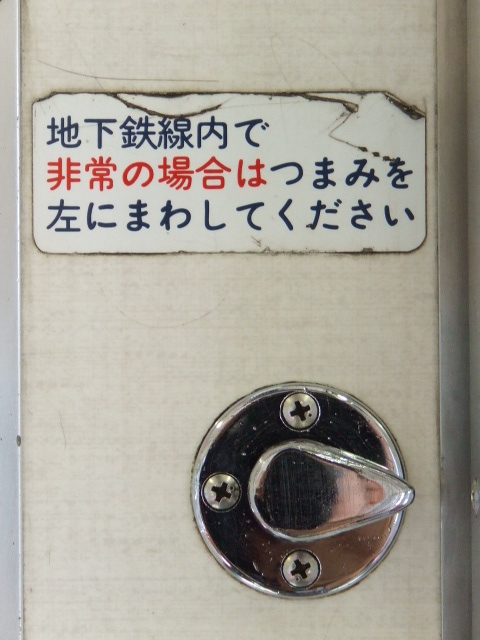
分割可能編成の連結部乗務員室仕切扉にある看板

### 車内
内装については8000形後期車において採用された「暖色系」の色調を全面的に採用した。内張りは白色系にベージュ模様入りの化粧板を使用、床材は灰色のカラースキームとなった。なお、主電動機の三相交流化により、床のモーター点検蓋（トラップドア）は廃止されている。座席は赤色の表地に変更された。車内設備は8000形に準じているが、座席端の仕切りは化粧板を貼った板に（座席側はモケット張り）、客用ドア内側は化粧板仕上げに変更されている。天井はラインフローファン方式だが、ラインデリアは先頭車9台・中間車10台に増設された。

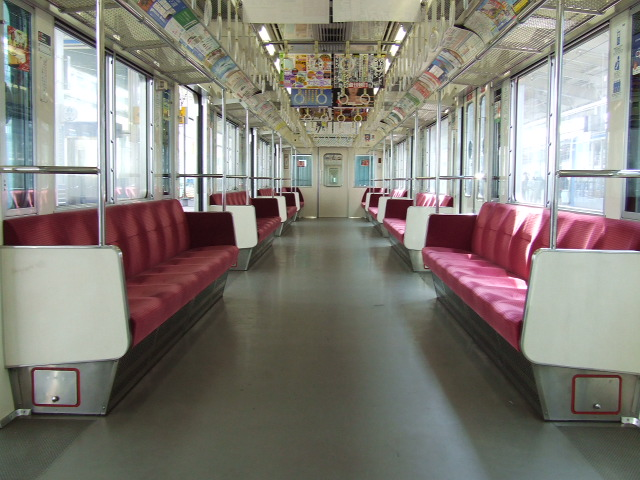
1000形車内
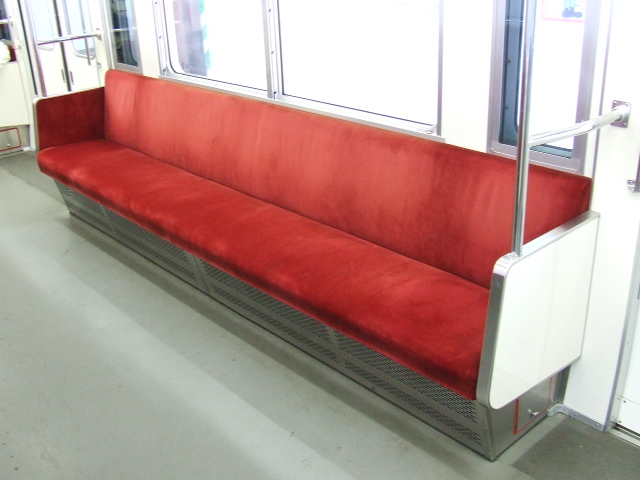
1000形 普通座席 （7人がけ）
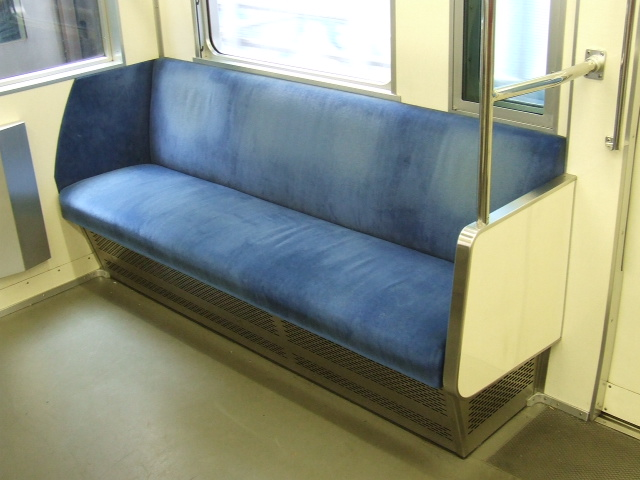
1000形 優先席 （4人がけ）
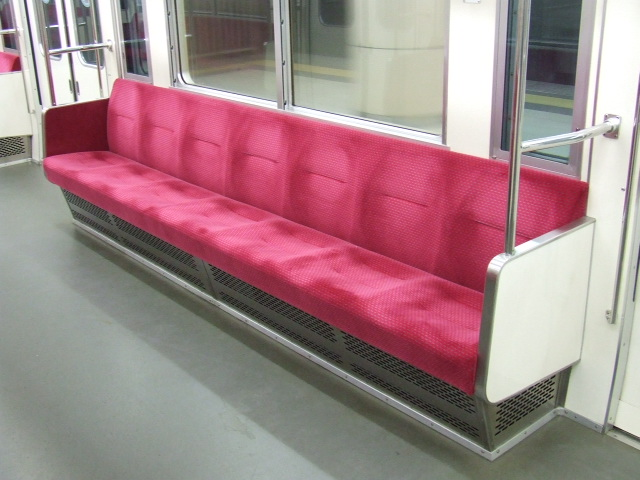
1000形 普通座席 （交換後・7人がけ）
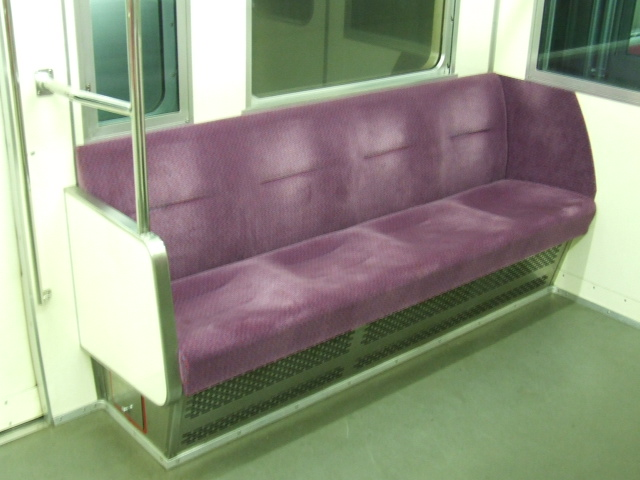
1000形 優先席 （交換後・4人がけ）
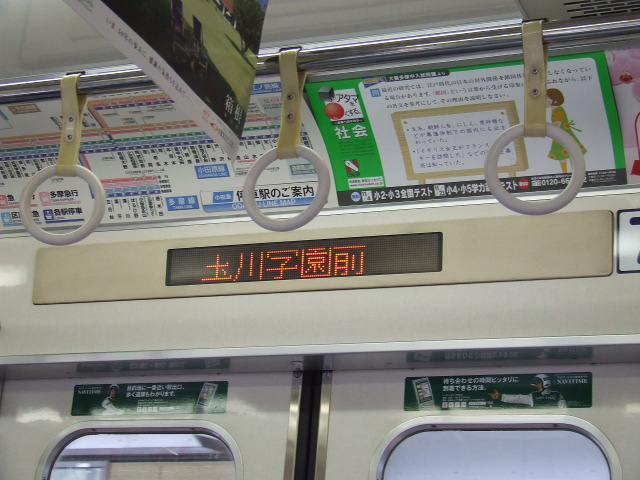
LED車内案内板

## ワイドドア車
1990年（平成2年）から1991年（平成3年）にかけて、幅2 mのワイドドア（クハ1050番台の乗務員室直後のみ幅1.5 m）を採用した車両が登場した。これらの車両は俗に1700形（過去に存在した4両編成の場合は1500形）に分けられる。日本の他鉄道事業者のワイドドア車としては、東京メトロ東西線用の05系第14 - 18編成と15000系に1.8 m幅のものを採用した事例がある。
この車両には多くの試験的施策があり、側面にはLED式の種別・行先表示器のほか、1次車（1551×4・1552×4・1751×6・1752×6）では車内旅客案内表示装置と座席跳ね上げ機構を小田急で初めて搭載している。車内旅客案内表示装置は1551×4と1751×6にLED式スクロールタイプが、1552×4と1752×6に液晶式ディスプレイタイプ（LCD。ただし後に登場した3000形や4000形より小型）がそれぞれ採用された。その後新製した2次車 (1553×4 - 1556×4) もLCDを採用したが、液晶の劣化が早く、数年で撤去された。また、客室内の戸袋と扉以外の窓をパワーウィンドウとし、ボタン操作で開閉できるようになっている（これも本形式のみの装備）。
ラッシュ時の乗降をスムーズに行うために幅2 mのドアを採用していたが、その巨大な幅のドアが原因でかえって乗客がドア付近に滞留し、車内の流動性が悪化したことから、1998年（平成10年）に東急車輛製造で2000形と同一の幅1.6 mに改造する工事が行われた。この際に構体のドア開口部は従来どおりとしたため、開扉時に左右それぞれ0.2 m引き残している。車内はドア幅の縮小に合わせて内装を装備したため、引き残しているようには見えないが、閉扉時の扉窓位置が左右非対称となり、扉窓の両端部が仕切りと接しているように見える。ドア改造の際には1551×4と1751×6のLED式装置の一部を1552×4と1752×6に取り付け、1551×4・1751×6と1552×4・1752×6で千鳥配置となった。1553×4 - 1556×4の各編成では6両編成化工事の際に新しくLED式スクロールタイプを設置している。これは千代田線直通対応編成である1091×10 - 1094×10および1081×8の枠を黒くしたタイプで、1次車とは若干形状が異なる。ドアチャイムは1753×6 - 1756×6のみ設置されている。通常ドア編成と異なり、ワイドドア編成は優先席が各車両の両端（先頭車は連結面側のみ）に設けられている。また、一部編成には車椅子スペースが設置されている。
1991年の新製当初の段階では4両編成6本（24両）と6両編成2本（12両）の計36両が在籍し、4両編成は小田原寄りに通常ドア幅の1000形4両編成を連結した8両編成で新宿口の各駅停車に充当されていた。しかし2004年（平成16年）に4両編成は一部先頭車を中間車に改造した上で6両固定編成に組み換えて解消し、6両編成6本となり、多摩線・江ノ島線・小田原線（新松田～小田原間）の各駅停車を中心に運用されていた。なお、このグループは、登場以来千代田線直通に対応する編成は存在しない。
側面のLED式種別・行先表示器は、現在はゴシック体で、各駅停車に充当する時は種別と行先を交互に表示する。登場時は書体がゴシック体で、フォントはロゴ並みになっているなど画素が粗かったが、2005年（平成17年）より明朝体のものになるとともに英字も表示可能なもの（3000形1・2次車と同じ物）に交換した。また、2008年度に、1751×6・1752×6・1753×6が、2009年度に1754×6・1755×6・1756×6が純電気ブレーキ化改造を受けた。
なお、車内の銘板は、ドアの幅の改造時にすべて東急車輛製造のものに交換されており、さらに1753×6 - 1756×6は組み換えの際に再度交換されている。このため、川崎重工業製であっても車内の銘板は「東急車輛」である。
ホームドアが合わないことから早期廃車対象となり、2020年に1751×6、2021年に1752×6、1753×6、1755×6が廃車され、登場時から6両だったワイドドア車は消滅した。
2022年に最後まで残っていた1754×6が廃車となり1000形ワイドドア車は消滅した。
車両各所の写真

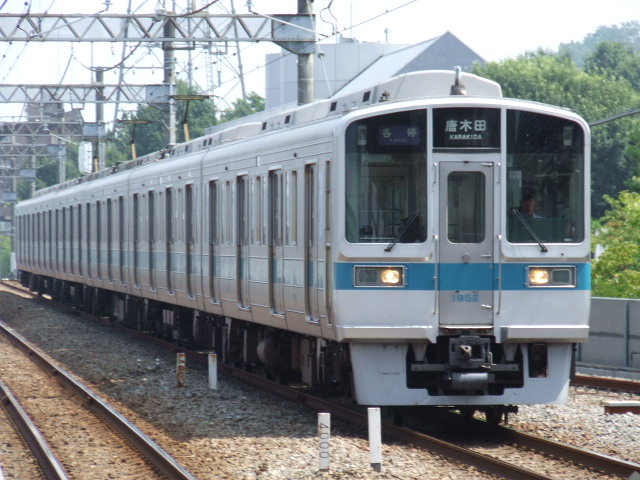
1000形ワイドドア車1752×6 （2007年8月 / 小田急多摩センター駅）
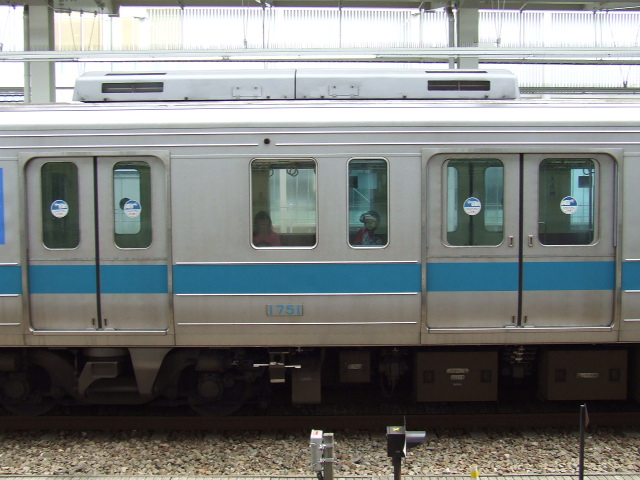
1,500 mm幅のドア（左）と2,000 mm幅のドア
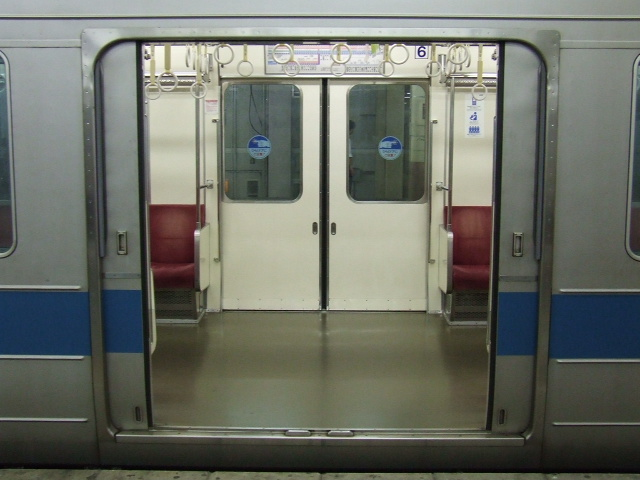
改造後のワイドドア 引き残しがある。
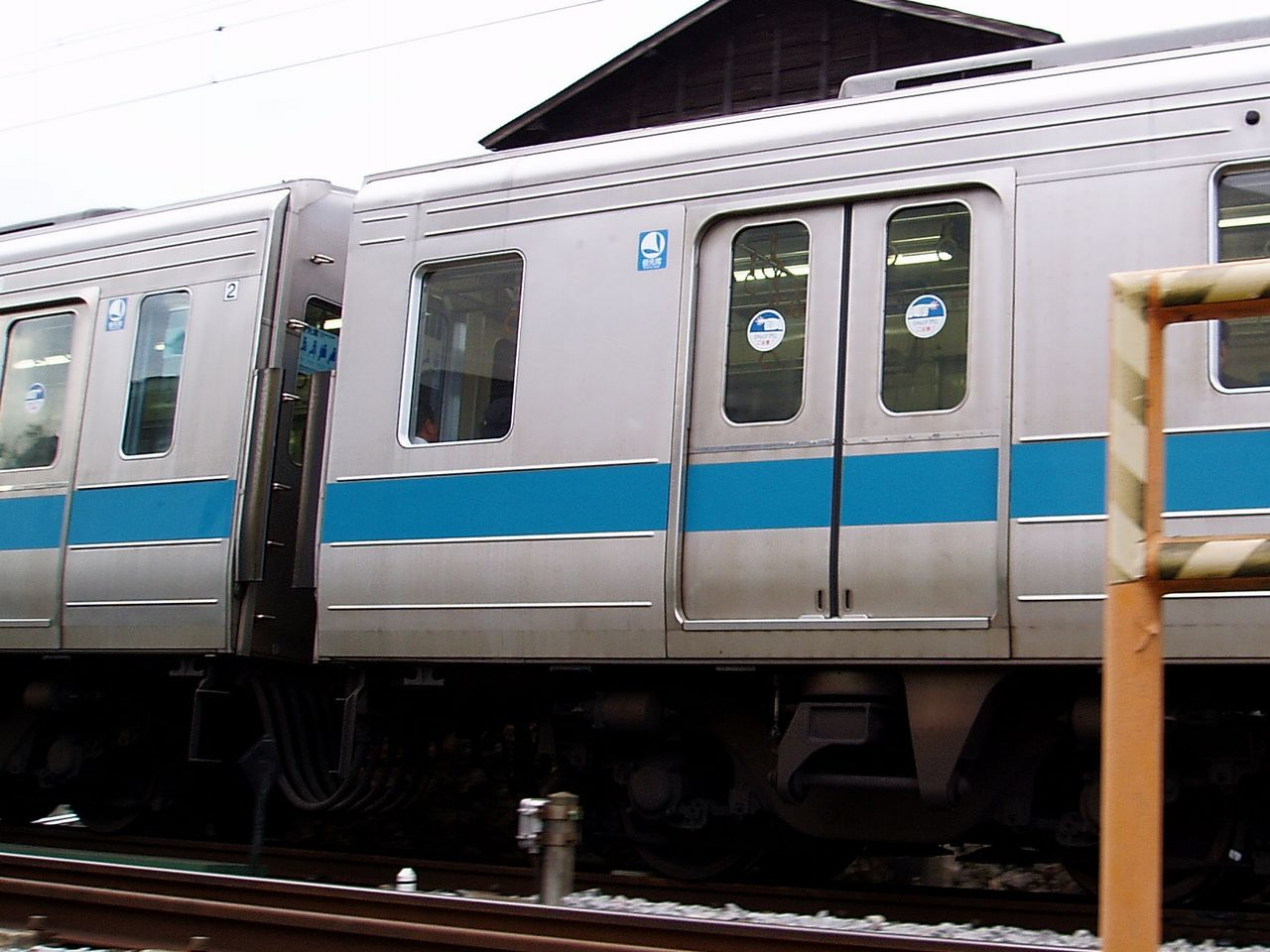
中間車化改造車（右） 車端の窓が開閉式、その隣の扉幅は1,500 mmとなっている。
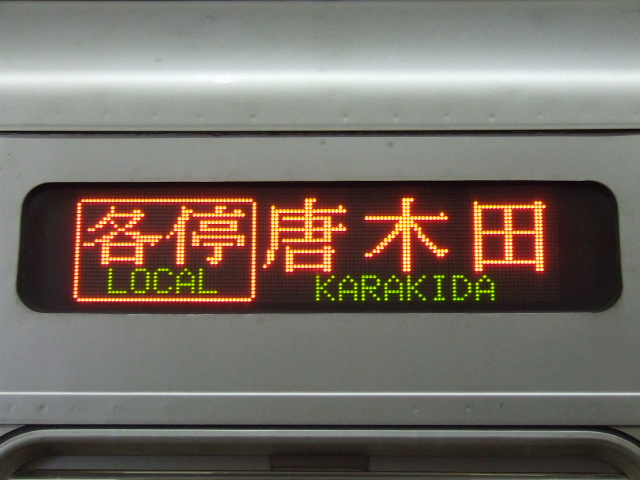
LED種別・行先表示器

車内各所の写真

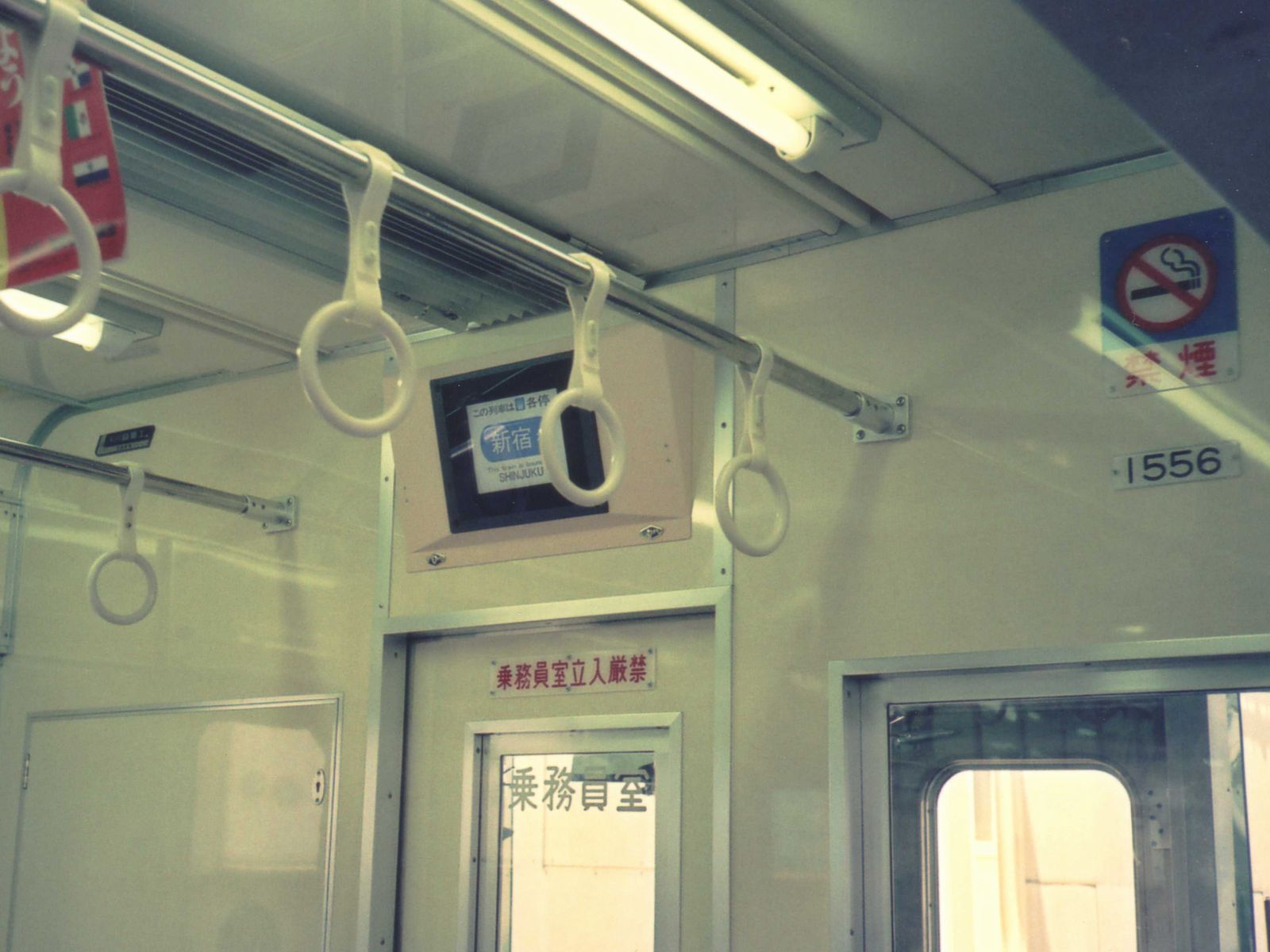
当初、一部編成に装備されていたLCD表示器
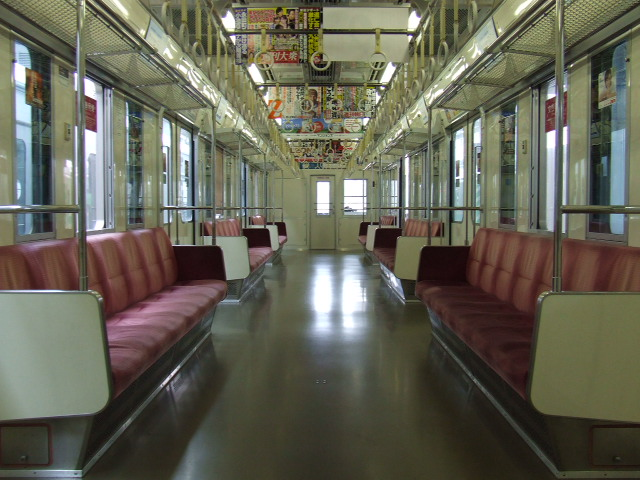
1000形ワイドドア車車内
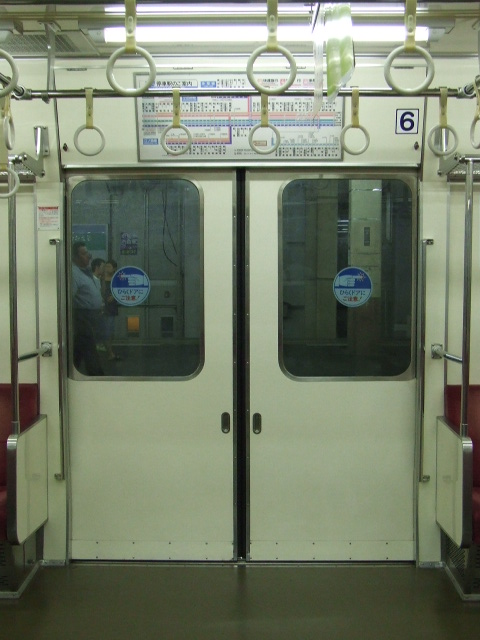
改造後のワイドドア
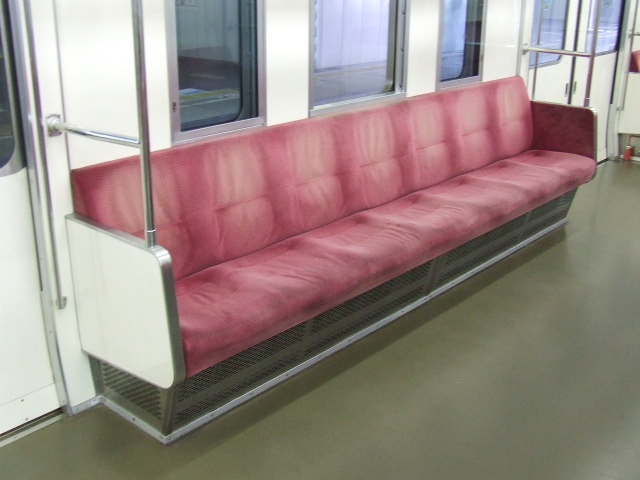
1000形ワイドドア車普通座席 （7人がけ）
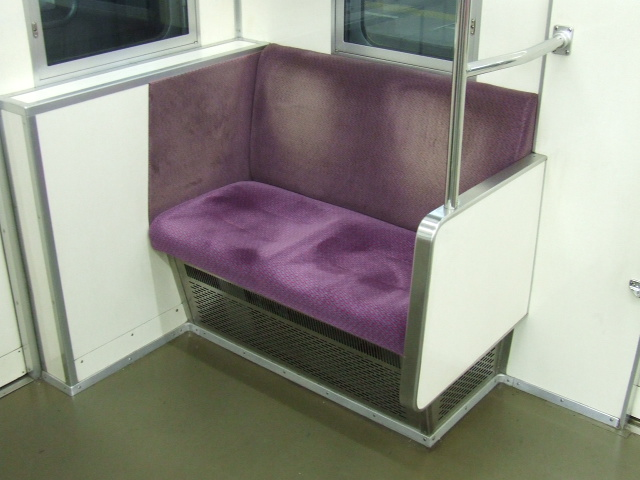
1000形ワイドドア車優先席 （2人がけ）
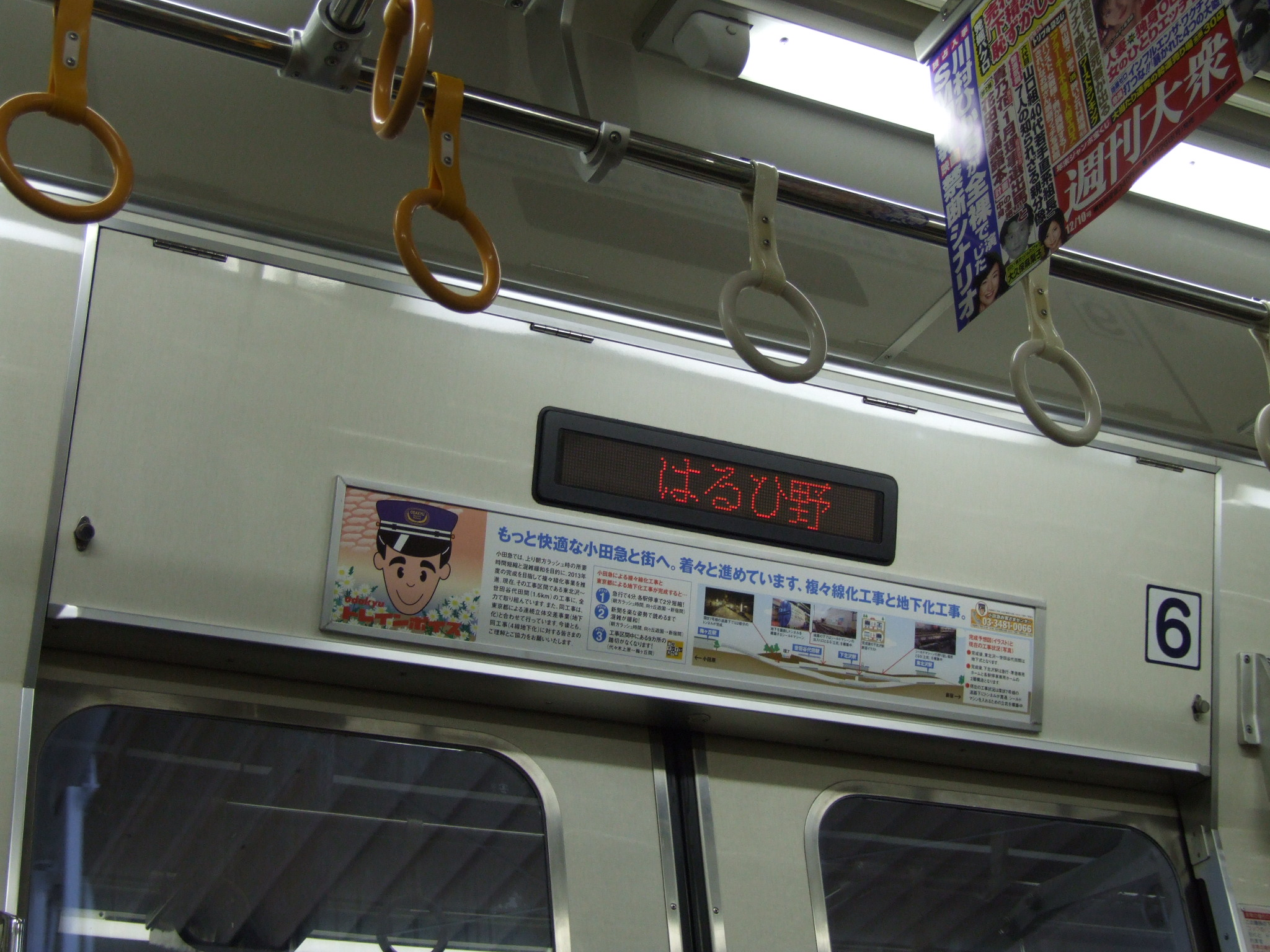
車内案内板およびつり革
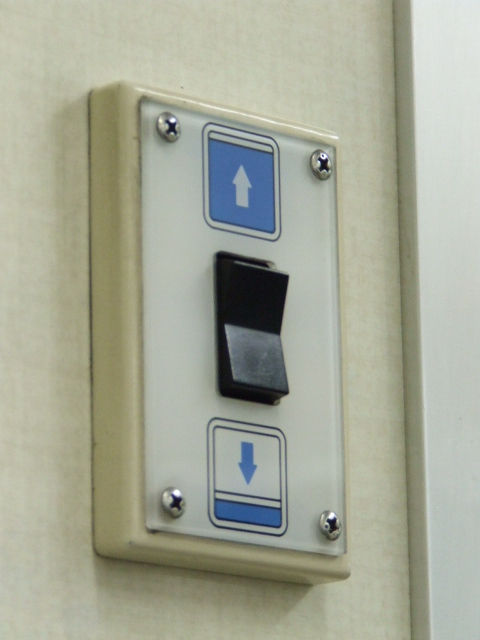
自動窓のボタン （1000形ワイドドア車の窓はこのボタンで操作をする）

## 沿革
- 1988年（昭和63年）3月22日：営業運転開始[1]。
- 1989年（平成元年）：営団地下鉄（現在の東京地下鉄）千代田線への乗り入れ開始。
- 1991年（平成3年）4月1日：ワイドドア車営業運転開始[1]。
- 2004年（平成16年）：4両編成（計6編成）のワイドドア車すべてを6両編成（計4編成）に改造。
- 2007年（平成19年）：4000形の千代田線への乗り入れ開始により、4+6両編成6本 (1061×4+1251×6 - 1066×4+1256×6) が通常ダイヤでの千代田線乗入れから撤退[6]。
- 2009年（平成21年）3月14日：車体塗色変更が行われた4両編成3本 (1059×4 - 1061×4) が運行を開始[7]。
- 2010年（平成22年）：4000形の増備により、10両固定編成 (1091×10 - 1094×10) が千代田線乗り入れから撤退[6]。これにより、地上線のみの運用となった。
- 2014年（平成26年）：本形式のリニューアルが発表[8]。
- 2015年（平成27年）1月9日：リニューアル車1本目となる1066×4が運用を開始した[9]。
- 2016年（平成28年）8月2日：6両編成と4両編成の6号車と7号車を中間車改造して10両化された1本目、1095×10が運用開始[10]。
- 2019年（平成31年）3月：新宿発着の各駅停車の一部に10両固定編成および6+4両編成の充当開始。
- 2020年（令和2年）
  - 7月：1081×8が付随車2両を残し廃車される（当形式初の廃車）[11]。
  - 8月：令和元年東日本台風による被害のため長期間運休していた箱根登山鉄道（現・小田急箱根）の全線での運転再開を記念し、レーティッシュ塗装の4両編成 (1058×4 - 1061×4) が小田急線全線で8月のみ運行[12]。

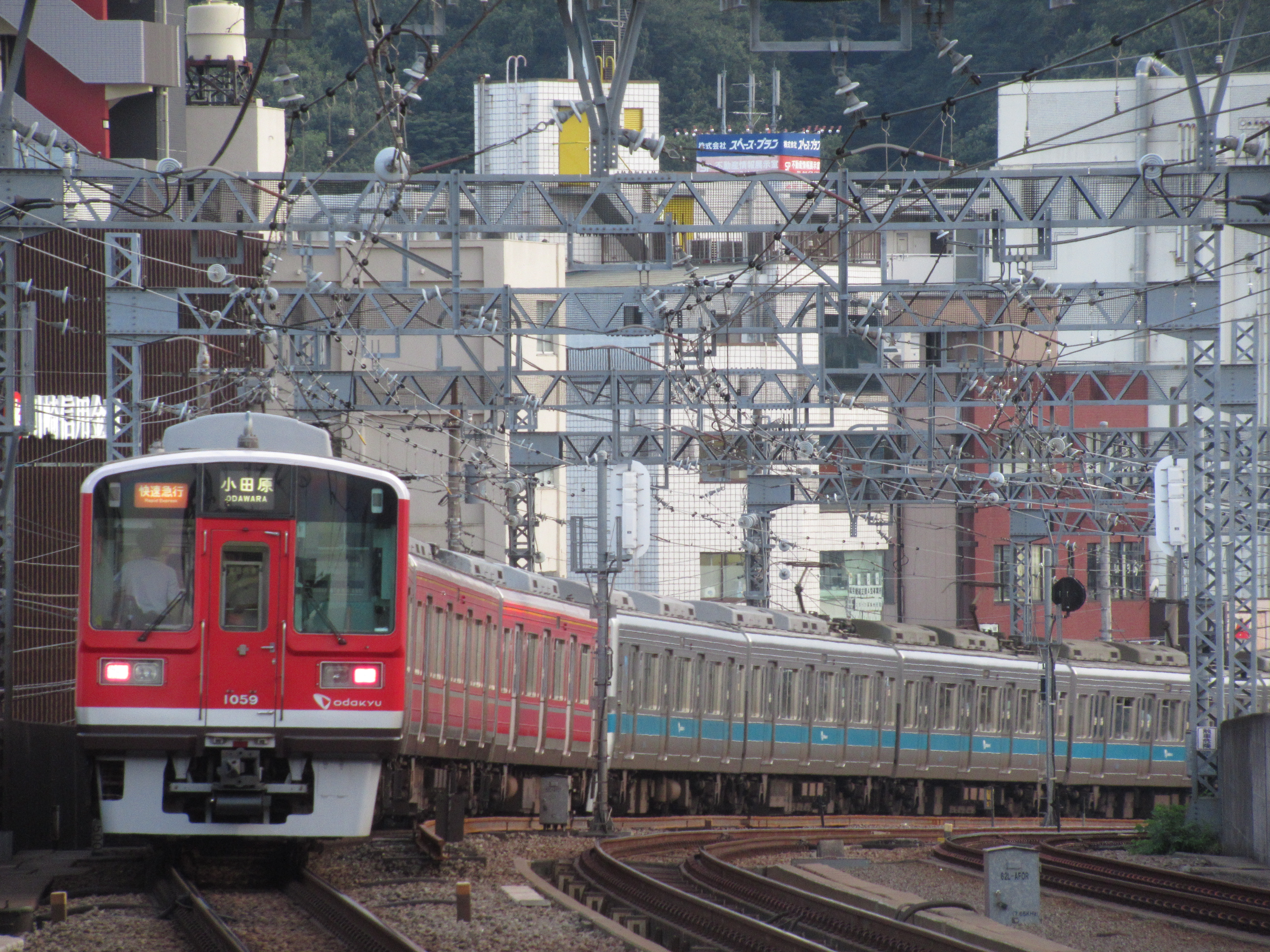
2020年8月に限定運行された赤塗装と標準塗装の併結編成(2020年8月3日 / 登戸駅)

### 千代田線での運用
2007年以降、小田急持ちの千代田線直通列車には本形式と4000形が使用されていたが、4000形の増備が進んだことと本形式へのD-ATS-P設置により2010年に、本形式は直通運用から外れた。

### 動向
- 2001年（平成13年）ごろから制御装置と制動装置の交換が実施されている。純電気ブレーキ対応となり、起動・停止時の非同期領域磁励音が変化している。2012年8月の1091×10を最後に施工が完了している。また、同時期から座席が赤色モケットからピンク系バケットシートに交換され、2008年には全編成への施工が完了している。

- 6両編成の小田原寄り先頭車の電気連結器は使用しないため、撤去されている。
- 4両固定編成は、新製導入時から本形式の4両編成を2本連結した8両編成による新宿口での各停中心の運用に多く充当されてきたが、2000形や3000形8両固定編成の新製と旧4000形・9000形、5000形4両固定編成の廃車で、本形式の4両編成を2本連結した8両編成による運用は少なくなり、4両編成車は6両編成の各形式と併結し、快速急行や急行などの優等運用と4両単独で新松田駅以西の箱根登山線直通各停運用に就くことが多い。
- また、千代田線直通対応車（主に6+4両編成）も4000形の新製と、優等列車の分割併合運用が大幅に減少したことから地上運用に充当される頻度が増加した。2007年（平成19年）8月7日の江の島海岸での花火大会輸送時には10両固定編成が充当された。
- 2019年現在、8両固定編成は2000形や3000形の8両固定編成同様、各駅停車の主力車両として運用されている。なお、保安装置・編成長の関係から小田原線新松田以西と江ノ島線での定期運用はなく[注 3]、小田原線新宿 - 本厚木間と多摩線での運用、6両単独編成は多摩線や江ノ島線、小田原線成城学園前～小田原間の運用となっている。
- 千代田線直通対応車は、2007年9月から4000形の投入を開始したため、その置き換えで分割可能編成が直通運用から離脱し、5000形・5200形を置き換えた。なお、直通運用から離脱した編成は車両不足の対策が可能になるよう乗り入れ機器は撤去されておらず、千代田線内での貫通扉の使用方法や女性専用車などのステッカーも千代田線に対応したままとなっていた。なお、ブランドマーク導入時に他系列も千代田線に対応したものに交換している。
- 2008年3月15日のダイヤ改正以降、10両固定編成も4000形と共通で小田急線内の急行・快速急行運用に充当されるようになった。
- 2008年3月15日からブランドマークの貼り付けが開始された。
- 2009年3月のダイヤ改正に合わせて、箱根登山鉄道（現・小田急箱根）鉄道線内の折り返し運用および新松田駅 - 箱根湯本駅間の直通運用に使用される4両固定編成3本 (1059×4 - 1061×4) が、車体の外装を同社の1000形・2000形に準じた赤色（箱根登山鉄道と姉妹提携を結んでいるスイス・レーティッシュ鉄道をイメージしている）に変更された[14][15]。その後2012年3月に1058×4も同様のレーティッシュカラーに変更された。2012年3月以降、小田原 - 箱根湯本駅間の列車はこれらの車両に統一されている[16][17]。
- 1081×8は2020年6月30日を持って運用を終了した[11]。

#### 牽引車としての役割
- 9000形の運用終了に伴い、旅客運用のほか、新製車やクヤ31形検測車「TECHNO-INSPECTOR」などの牽引や、甲種輸送の牽引に使われていた。このうち、クヤ31形の牽引に対応するのは1051×4・1751×6・1752×6であったが、現在は3編成全てが廃車となっている。そのため、現在は8000形8065×4・8066×4がクヤ31形を牽引している。

## リニューアル
2014年度から2021年度にかけて一部編成にリニューアル（車体修理と機器更新）が実施された。組成変更も含まれており、最終的に4両編成と10両編成が各7本竣工している。施工内容を以下に示す。
外観・車外
車体の帯色（ラインカラー）を従来のロイヤルブルーから4000形と同様のインペリアルブルーに変更した。また、妻窓が廃止されている。
機器面では行先・種別表示器を幕式のものから高輝度のフルカラーLEDに変更、これは従来品よりも省電力、高コントラストの新しいタイプとなっている。さらに連結面には車外放送用スピーカーを新設したほか、今後のホームドア設置を考慮して非常用ドアコックを新設（増設）した。このほか、後述のWiMAXアンテナを新宿方先頭車の屋根上に設置している。
車内
内装はデザインを一新し、森と風をイメージした色調となっている。壁面はブルー基調、床面は木漏れ日をイメージしたものとなり、天井のラインデリア周りには風をイメージした青いラインが施された。つり革は丸型で、一般席部分は薄い青色、優先席部分は黄色となっている。室内灯はLED照明に変更し、優先席部は暖色系として区別を図っている。空調装置は冷房能力を50,000 kcal/hに向上させたほか、乗車率に応じた風量調整が可能な送風機を採用した。
座席は袖仕切りを大型化するとともに、手すりを曲線型に変更し座席間にも設置、座面の幅も1人あたり最大13ミリ拡幅された。モケットは一般席がロビンスブルー、優先席はルベキュラーグレーである。
各ドア上部には車内表示器として2枚の17インチワイドLCDを設置、合わせてドア開閉表示灯、ドアチャイムを新設した。LCDは右側が案内用のTVOS、左側が広告用の小田急TVに使用される。広告映像の配信はモバイルWiMAX通信方式とし、屋上に受信アンテナを新設した。ドアエンジンは空気式のままとされたが、戸閉力弱め制御が追加された。
また先頭車および10両編成の6・7号車には車椅子スペースが設置された。放送装置には自動放送装置が追加、車内非常通報装置は警報式から乗務員と相互に通話可能なものに更新された。
走行機器など
主回路機器は三菱電機製で、量産車両としては世界初となるフルSiC適用のVVVFインバータ装置を採用した。これは8000形（ハイブリッドSiC適用）での試験結果が反映されたものとなっている。今回はフルSiCとして、スイッチング素子にはSiCによるMOSFETを、還流ダイオードにSiCによるSBDが用いられた。なお、SiCとは半導体材料として用いられる炭化ケイ素のことで、VVVFのパワーモジュールにおいてこのようにスイッチング素子（トランジスタ部）と還流ダイオードの双方にSiCを用いたものがフルSiCと呼ばれる。8000形などのように還流ダイオードのみにSiCを用いたモジュールはハイブリッドSiCと呼ばれ、これを含めると量産車では5例目となる。
これにより制御装置が大幅に小型・軽量化（約80 %低減）されたほか、ブレーキ時の回生電力量が増加し、現行の1000形と比較して定員時約20 %、最大約36 %の省エネを実現した。2015年1月17日から5月8日に行った営業運転車両による省エネ効果の検証では、主回路システム全体での消費電力量および電力回生率が、従来のSi-GTOサイリスタ搭載車と比較して、加速時の力行電力量が約17 %減少、減速時の電力回生ブレーキによる電力回生率が従来の34.1 %から52.1 %に向上し、全体として約40 %の省エネ効果を実証した。
また従来は1C4M方式であったものが今回は1C4M2群方式となり、各電動車への搭載からM1・M3・M5への搭載へと変更された（10両編成M5は1C4M1群）。主制御器の形式は2群のものがMAP-198-15V267、1群のものがMAP-194-15V279である。主電動機は190 kWの全密閉式に変更し、更なる省エネルギー化と低騒音化を実現している。
補助電源装置の静止形インバータ (SIV) は待機二重系の3レベルIGBT-SIVに変更し、単体での冗長性を確保することで搭載台数を削減、また3レベルとすることで低騒音化が図られている。4両編成では東洋電機製造製で定格容量210 kVAのSVH210-4075AをM2に、10両編成では東芝製で容量260 kVAのINV207-C0をM2・M4に搭載、両者とも編成あたりの搭載数は1台減少した。
空気圧縮機はマルチユニットタイプのスクロール式へ変更。4両編成はMBU1100Tで純粋に置換え、10両編成ではMBU1600TでT1・T2のものを置き換えるとともにT3へ新設、両先頭車のものを撤去している。
ブレーキ装置はこれまでの電磁直通式から電気指令式のMBSAに更新し、合わせて台車中継弁を設置することでブレーキ応答性の向上を実現した。
モニタ装置は車両情報管理装置 (TIOS) に更新された。これは3000形3次車以降との併結運用が多くなることを想定して行われているが、これによって制御伝送機能の集約や編成全体での遅れ込め制御などが実現し、乗り心地の向上や省メンテナンス化も図られている。
運転台計器盤はアナログ式の計器類や表示灯を廃し、これらを2画面の液晶ディスプレイ (LCD) に表示するグラスコックピット方式を採用。主幹制御器はブレーキ設定器を一体化した左手操作型ワンハンドルマスコンとなった。
10両編成について
2016年度にはリニューアルとあわせて4・6両編成を10両固定編成とする改造が2編成に行われた。中間に挟まれるクハは運転台を乗務員室部分をまるごと取替えて中間車化、サハとして車種も変更された。新造された車端部の構体は普通鋼製で、既存車体に合わせて銀色に塗装。側面には3000形以降のような側窓が設けられ、車内には4人掛け座席が配されている。車両番号は編成内全てで変更され、既存10両編成の続番となっている。
10両編成のリニューアルに際しては床下機器配置の都合で編成を組み替えており、2・4号車で車両が入れ替えられている。2両のうち新4号車はSIVを搭載しており（新2号車は非搭載）、この組替えによって編成内2つのモハユニット（4・5号車、8・9号車）で機器配置が揃えられる格好となる。機器配置としてはこのほかT3車のパンタグラフを撤去している。
その後、2017年度から2021年度にかけて既存10両編成にも施工された。元の機器配置は4+6の編成と同一であり、2・4号車の組替えも10両化した編成と同様だが、パンタグラフの撤去はT3ではなく新M5に実施されている。
また2021年度には再度、1編成に10両固定編成化改造が行われた。1097×10となるこの編成では中間のクハを改造せず廃車とし、代わりに8両編成の廃車で余剰となったサハを組み込んでいる。これら2両の機器配置として、T2（旧T3）はパンタグラフを搭載していたためこれを撤去したほか、2両ともCPを搭載していないため新設となっている。その他の点は2016年度分と変わらない。
経過
本系列のリニューアルは2014年4月に発表されており、翌2015年1月に初めてリニューアル改造を終えた1066×4が運用に復帰した。2015年度までに4両固定編成3本が順次施工され、2016年8月に1056×4と1256×6、2017年1月に1052×4と1252×6が乗務員室を撤去し、それぞれ1095×10、1096×10となった。以降も施工されている。
| 年度     | 4両編成   | 6両編成   | 8両編成 | 10両編成 | 10両化編成 | 合計両数 | 内訳                                              |
| -------- | --------- | --------- | ------- | -------- | ---------- | -------- | ------------------------------------------------- |
| 2014年度 | 2編成     |           |         |          |            | 8両      | 1057×4、1066×4                                    |
| 2015年度 | 1編成     |           |         |          |            | 4両      | 1063×4                                            |
| 2016年度 | （2編成） | （2編成） |         |          | 2編成      | 20両     | 1095×10：元1056×4+1256×6 1096×10：元1052×4+1252×6 |
| 2017年度 | 1編成     |           |         | 1編成    |            | 14両     | 1064×4、1091×10                                   |
| 2018年度 | 1編成     |           |         | 1編成    |            | 14両     | 1067×4、1093×10                                   |
| 2019年度 | 1編成     |           |         | 1編成    |            | 14両     | 1069×4、1094×10                                   |
| 2020年度 | 1編成     |           |         |          |            | 4両      | 1065×4                                            |
| 2021年度 | （3両）   | （5両）   | （2両） | 1編成    | 1編成      | 20両     | 1097×10：元1055×4+1255×6 1092×10                  |
| 合計     | 7編成     |           |         | 4編成    | 3編成      | 98両     | 1057×4、1063×4 - 1067×4、1069×4 1091×10 - 1097×10 |

## ワンマン化改造工事
2026年度より小田急箱根線内でワンマン運転を開始するため、ほぼ同線に運用が固定されていた4両4編成（1063×4〜1066×4）が対象となりワンマン化の改造工事が行われた。主な改造内容は以下の通りである。
- 電気連結器の撤去
- スカート切り欠き部分を穴埋め
- 側面カメラの取り付け
- 運転台上部にモニターを設置
- 運転台付近にドアスイッチを設置

改造は2024年11月施工の1066×4を皮切りに、2〜3ヶ月のペースで実施され、2025年8月施工の1063×4を最後に対象編成への改造を完了した。

## 編成表
凡例VF … 主制御器（VVVFインバータ/未更新1C4M）、VF1 … 主制御器（VVVFインバータ/更新後1C4M1群）、VF2 … 主制御器（VVVFインバータ/更新後1C4M2群）、SIV … 補助電源装置、CP … 電動空気圧縮機、PT … 集電装置
|           |          | ← 小田原・藤沢・唐木田・箱根湯本新宿 →                                                     |                                                                                            |                                                                                            |                                                                                            |
| 号車      | 号車     | 7                                                                                          | 8                                                                                          | 9                                                                                          | 10                                                                                         |
| 形式      | 形式     | クハ1050                                                                                   | デハ1000                                                                                   | デハ1000                                                                                   | クハ1050                                                                                   |
| 区分      | 区分     | Tc2                                                                                        | M2                                                                                         | M1                                                                                         | Tc1                                                                                        |
| 搭載 機器 | 更新前   | CP                                                                                         | VF, SIV, PT                                                                                | VF, SIV, PT                                                                                | CP                                                                                         |
| 搭載 機器 | 更新後   | CP                                                                                         | SIV, PT                                                                                    | VF2, PT                                                                                    | CP                                                                                         |
| 自重      | 自重     | 30.0 t                                                                                     | 38.2 t                                                                                     | 38.1 t                                                                                     | 29.8 t                                                                                     |
| 定員      | 定員     | 144                                                                                        | 157                                                                                        | 157                                                                                        | 144                                                                                        |
| 車両番号  | 車両番号 | 1151 ： 1169                                                                               | 1101 ： 1119                                                                               | 1001 ： 1019                                                                               | 1051 ： 1069                                                                               |
| 備考      | 備考     | 4両でのリニューアルは19編成中7編成に実施。 1052×4、1055×4、1056×4の3編成は10両編成へ改造。 | 4両でのリニューアルは19編成中7編成に実施。 1052×4、1055×4、1056×4の3編成は10両編成へ改造。 | 4両でのリニューアルは19編成中7編成に実施。 1052×4、1055×4、1056×4の3編成は10両編成へ改造。 | 4両でのリニューアルは19編成中7編成に実施。 1052×4、1055×4、1056×4の3編成は10両編成へ改造。 |

|          | ← 小田原・藤沢・唐木田・箱根湯本新宿 →                                        |                                                                               |                                                                               |                                                                               |                                                                               |                                                                               |
| 号車     | 1                                                                             | 2                                                                             | 3                                                                             | 4                                                                             | 5                                                                             | 6                                                                             |
| 形式     | クハ1050                                                                      | デハ1000                                                                      | サハ1050                                                                      | デハ1000                                                                      | デハ1000                                                                      | クハ1050                                                                      |
| 区分     | Tc2                                                                           | M3                                                                            | T                                                                             | M2                                                                            | M1                                                                            | Tc1                                                                           |
| 搭載機器 | CP                                                                            | VF, SIV                                                                       | PT                                                                            | VF, PT                                                                        | VF, SIV, PT                                                                   | CP                                                                            |
| 自重     | 29.5 t                                                                        | 37.9 t                                                                        | 29.3 t                                                                        | 36.2 t                                                                        | 38.1 t                                                                        | 29.9 t                                                                        |
| 定員     | 144                                                                           | 157                                                                           | 157                                                                           | 157                                                                           | 157                                                                           | 144                                                                           |
| 車両番号 | 1451 ： 1456                                                                  | 1401 ： 1406                                                                  | 1351 ： 1356                                                                  | 1301 ： 1306                                                                  | 1201 ： 1206                                                                  | 1251 ： 1256                                                                  |
| 備考     | 6両でのリニューアル編成なし。 1252×6、1255×6、1256×6の3編成は10両編成へ改造。 | 6両でのリニューアル編成なし。 1252×6、1255×6、1256×6の3編成は10両編成へ改造。 | 6両でのリニューアル編成なし。 1252×6、1255×6、1256×6の3編成は10両編成へ改造。 | 6両でのリニューアル編成なし。 1252×6、1255×6、1256×6の3編成は10両編成へ改造。 | 6両でのリニューアル編成なし。 1252×6、1255×6、1256×6の3編成は10両編成へ改造。 | 6両でのリニューアル編成なし。 1252×6、1255×6、1256×6の3編成は10両編成へ改造。 |

|          | ← 新松田・唐木田新宿 →                                             |                                                                    |                                                                    |                                                                    |                                                                    |                                                                    |                                                                    |                                                                    |
| 号車     | 1                                                                  | 2                                                                  | 3                                                                  | 4                                                                  | 5                                                                  | 6                                                                  | 7                                                                  | 8                                                                  |
| 形式     | クハ1050                                                           | デハ1000                                                           | サハ1050                                                           | デハ1000                                                           | サハ1050                                                           | デハ1000                                                           | デハ1000                                                           | クハ1050                                                           |
| 区分     | Tc2                                                                | M5                                                                 | T3                                                                 | M4                                                                 | T1                                                                 | M2                                                                 | M1                                                                 | Tc1                                                                |
| 搭載機器 | CP                                                                 | VF, SIV                                                            | PT                                                                 | VF, PT                                                             |                                                                    | VF, SIV, PT                                                        | VF, SIV, PT                                                        | CP                                                                 |
| 自重     | 29.5 t                                                             | 37.9 t                                                             | 29.3 t                                                             | 36.2 t                                                             | 29.2 t                                                             | 38.2 t                                                             | 38.1 t                                                             | 29.8 t                                                             |
| 定員     | 144                                                                | 157                                                                | 157                                                                | 157                                                                | 157                                                                | 157                                                                | 157                                                                | 144                                                                |
| 車両番号 | 1481                                                               | 1431                                                               | 1381                                                               | 1331                                                               | 1181                                                               | 1131                                                               | 1031                                                               | 1081                                                               |
| 備考     | 8両でのリニューアル編成なし、1081×8のうちサハ2両は10両編成に改造。 | 8両でのリニューアル編成なし、1081×8のうちサハ2両は10両編成に改造。 | 8両でのリニューアル編成なし、1081×8のうちサハ2両は10両編成に改造。 | 8両でのリニューアル編成なし、1081×8のうちサハ2両は10両編成に改造。 | 8両でのリニューアル編成なし、1081×8のうちサハ2両は10両編成に改造。 | 8両でのリニューアル編成なし、1081×8のうちサハ2両は10両編成に改造。 | 8両でのリニューアル編成なし、1081×8のうちサハ2両は10両編成に改造。 | 8両でのリニューアル編成なし、1081×8のうちサハ2両は10両編成に改造。 |

|           |          | ← 小田原・藤沢・唐木田新宿/綾瀬 →                                                            |                                                                                              |                                                                                              |                                                                                              |                                                                                              |                                                                                              |                                                                                              |                                                                                              |                                                                                              |                                                                                              |
| 号車      | 号車     | 1                                                                                            | 2                                                                                            | 3                                                                                            | 4                                                                                            | 5                                                                                            | 6                                                                                            | 7                                                                                            | 8                                                                                            | 9                                                                                            | 10                                                                                           |
| 形式      | 形式     | クハ1050                                                                                     | デハ1000                                                                                     | サハ1050                                                                                     | デハ1000                                                                                     | デハ1000                                                                                     | サハ1050                                                                                     | サハ1050                                                                                     | デハ1000                                                                                     | デハ1000                                                                                     | クハ1050                                                                                     |
| 区分      | 区分     | Tc2                                                                                          | M5                                                                                           | T3                                                                                           | M4                                                                                           | M3                                                                                           | T2                                                                                           | T1                                                                                           | M2                                                                                           | M1                                                                                           | Tc1                                                                                          |
| 搭載 機器 | 更新前   | CP                                                                                           | VF, SIV                                                                                      | PT                                                                                           | VF, PT                                                                                       | VF, SIV, PT                                                                                  | CP                                                                                           | CP                                                                                           | VF, SIV, PT                                                                                  | VF, SIV, PT                                                                                  | CP                                                                                           |
| 搭載 機器 | 更新後   |                                                                                              | VF1                                                                                          | CP, PT                                                                                       | SIV                                                                                          | VF2, PT                                                                                      | CP                                                                                           | CP                                                                                           | SIV, PT                                                                                      | VF2, PT                                                                                      |                                                                                              |
| 自重      | 自重     | 29.5 t                                                                                       | 37.9 t                                                                                       | 29.3 t                                                                                       | 36.2 t                                                                                       | 38.1 t                                                                                       | 29.2 t                                                                                       | 29.2 t                                                                                       | 38.2 t                                                                                       | 38.1 t                                                                                       | 29.8 t                                                                                       |
| 定員      | 定員     | 144                                                                                          | 157                                                                                          | 157                                                                                          | 157                                                                                          | 157                                                                                          | 157                                                                                          | 157                                                                                          | 157                                                                                          | 157                                                                                          | 144                                                                                          |
| 車両番号  | 車両番号 | 1491 ： 1494                                                                                 | 1441 ： 1444                                                                                 | 1391 ： 1394                                                                                 | 1341 ： 1344                                                                                 | 1241 ： 1244                                                                                 | 1291 ： 1294                                                                                 | 1191 ： 1194                                                                                 | 1141 ： 1144                                                                                 | 1041 ： 1044                                                                                 | 1091 ： 1094                                                                                 |
| 備考      | 備考     | 全編成にリニューアル実施。リニューアル時には2号車と4号車を入れ替えている（詳細は別表参照）。 | 全編成にリニューアル実施。リニューアル時には2号車と4号車を入れ替えている（詳細は別表参照）。 | 全編成にリニューアル実施。リニューアル時には2号車と4号車を入れ替えている（詳細は別表参照）。 | 全編成にリニューアル実施。リニューアル時には2号車と4号車を入れ替えている（詳細は別表参照）。 | 全編成にリニューアル実施。リニューアル時には2号車と4号車を入れ替えている（詳細は別表参照）。 | 全編成にリニューアル実施。リニューアル時には2号車と4号車を入れ替えている（詳細は別表参照）。 | 全編成にリニューアル実施。リニューアル時には2号車と4号車を入れ替えている（詳細は別表参照）。 | 全編成にリニューアル実施。リニューアル時には2号車と4号車を入れ替えている（詳細は別表参照）。 | 全編成にリニューアル実施。リニューアル時には2号車と4号車を入れ替えている（詳細は別表参照）。 | 全編成にリニューアル実施。リニューアル時には2号車と4号車を入れ替えている（詳細は別表参照）。 |

|           |                 | ← 小田原・藤沢・唐木田新宿 → | | | | | | | | | |
| 号車      | 号車            | 1 | 2 | 3 | 4 | 5 | 6 | 7 | 8 | 9 | 10 |
| 形式      | 形式            | クハ1050 | デハ1000 | サハ1050 | デハ1000 | デハ1000 | サハ1050 | サハ1050 | デハ1000 | デハ1000 | クハ1050 |
| 区分      | 区分            | Tc2 | M5 | T3 | M4 | M3 | T2 | T1 | M2 | M1 | Tc1 |
| 搭載 機器 | 更新前 （参考） | CP | VF, SIV | PT | VF, PT | VF, SIV, PT | CP (PT) | CP ( ) | VF, SIV, PT | VF, SIV, PT | CP |
| 搭載 機器 | 更新後          | | VF1, PT | CP | SIV | VF2, PT | CP | CP | SIV, PT | VF2, PT | |
| 自重      | 自重            | 29.5 t | 37.9 t | 29.3 t | 36.2 t | 38.1 t | 29.2 t | 29.2 t | 38.2 t | 38.1 t | 29.8 t |
| 定員      | 定員            | 144 | 157 | 157 | 157 | 157 | 157 | 157 | 157 | 157 | 144 |
| 車両番号  | 車両番号        | 1495 ： 1497 | 1445 ： 1447 | 1395 ： 1397 | 1345 ： 1347 | 1245 ： 1247 | 1295 ： 1297 | 1195 ： 1197 | 1145 ： 1147 | 1045 ： 1047 | 1095 ： 1097 |
| 備考      | 備考            | 3編成ともリニューアル時に4・6両編成から改造、同時に2・4号車を入れ替え。 1097×10はこれに加え、サハを8両編成より転用。 更新前の搭載機器については、2・4号車を入れ替える前の状態を示し、カッコ内は1097×10の場合を示す。 | 3編成ともリニューアル時に4・6両編成から改造、同時に2・4号車を入れ替え。 1097×10はこれに加え、サハを8両編成より転用。 更新前の搭載機器については、2・4号車を入れ替える前の状態を示し、カッコ内は1097×10の場合を示す。 | 3編成ともリニューアル時に4・6両編成から改造、同時に2・4号車を入れ替え。 1097×10はこれに加え、サハを8両編成より転用。 更新前の搭載機器については、2・4号車を入れ替える前の状態を示し、カッコ内は1097×10の場合を示す。 | 3編成ともリニューアル時に4・6両編成から改造、同時に2・4号車を入れ替え。 1097×10はこれに加え、サハを8両編成より転用。 更新前の搭載機器については、2・4号車を入れ替える前の状態を示し、カッコ内は1097×10の場合を示す。 | 3編成ともリニューアル時に4・6両編成から改造、同時に2・4号車を入れ替え。 1097×10はこれに加え、サハを8両編成より転用。 更新前の搭載機器については、2・4号車を入れ替える前の状態を示し、カッコ内は1097×10の場合を示す。 | 3編成ともリニューアル時に4・6両編成から改造、同時に2・4号車を入れ替え。 1097×10はこれに加え、サハを8両編成より転用。 更新前の搭載機器については、2・4号車を入れ替える前の状態を示し、カッコ内は1097×10の場合を示す。 | 3編成ともリニューアル時に4・6両編成から改造、同時に2・4号車を入れ替え。 1097×10はこれに加え、サハを8両編成より転用。 更新前の搭載機器については、2・4号車を入れ替える前の状態を示し、カッコ内は1097×10の場合を示す。 | 3編成ともリニューアル時に4・6両編成から改造、同時に2・4号車を入れ替え。 1097×10はこれに加え、サハを8両編成より転用。 更新前の搭載機器については、2・4号車を入れ替える前の状態を示し、カッコ内は1097×10の場合を示す。 | 3編成ともリニューアル時に4・6両編成から改造、同時に2・4号車を入れ替え。 1097×10はこれに加え、サハを8両編成より転用。 更新前の搭載機器については、2・4号車を入れ替える前の状態を示し、カッコ内は1097×10の場合を示す。 | 3編成ともリニューアル時に4・6両編成から改造、同時に2・4号車を入れ替え。 1097×10はこれに加え、サハを8両編成より転用。 更新前の搭載機器については、2・4号車を入れ替える前の状態を示し、カッコ内は1097×10の場合を示す。 |

| 号車              | 1                                | 4→2                              | 3                                | 2→4                              | 5                                | 6                                | 7                                | 8                                | 9                                | 10                               |
| 区分 (旧区分)     | 10両編成                         | 10両編成                         | 10両編成                         | 10両編成                         | 10両編成                         | 10両編成                         | 10両編成                         | 10両編成                         | 10両編成                         | 10両編成                         |
| 区分 (旧区分)     | Tc2                              | M5 (M4)                          | T3                               | M4 (M5)                          | M3                               | T2                               | T1                               | M2                               | M1                               | Tc1                              |
| 車両番号 (旧番号) | 1491                             | 1441 (1341)                      | 1391                             | 1341 (1441)                      | 1241                             | 1291                             | 1191                             | 1141                             | 1041                             | 1091                             |
| 車両番号 (旧番号) | 1492                             | 1442 (1342)                      | 1392                             | 1342 (1442)                      | 1242                             | 1292                             | 1192                             | 1142                             | 1042                             | 1092                             |
| 車両番号 (旧番号) | 1493                             | 1443 (1343)                      | 1393                             | 1343 (1443)                      | 1243                             | 1293                             | 1193                             | 1143                             | 1043                             | 1093                             |
| 車両番号 (旧番号) | 1494                             | 1444 (1344)                      | 1394                             | 1344 (1444)                      | 1244                             | 1294                             | 1194                             | 1144                             | 1044                             | 1094                             |
| 備考              | 号車・区分の太字は変更点を示す。 | 号車・区分の太字は変更点を示す。 | 号車・区分の太字は変更点を示す。 | 号車・区分の太字は変更点を示す。 | 号車・区分の太字は変更点を示す。 | 号車・区分の太字は変更点を示す。 | 号車・区分の太字は変更点を示す。 | 号車・区分の太字は変更点を示す。 | 号車・区分の太字は変更点を示す。 | 号車・区分の太字は変更点を示す。 |

| 10両化後の区分 | 10両化後の区分    | 10両編成                                                    | 10両編成                                                    | 10両編成                                                    | 10両編成                                                    | 10両編成                                                    | 10両編成                                                    | 10両編成                                                    | 10両編成                                                    | 10両編成                                                    | 10両編成                                                    |
| 10両化後の区分 | 10両化後の区分    | Tc2                                                         | M5                                                          | T3                                                          | M4                                                          | M3                                                          | T2                                                          | T1                                                          | M2                                                          | M1                                                          | Tc1                                                         |
| 搭載機器       | 搭載機器          |                                                             | VF1, PT                                                     | CP                                                          | SIV                                                         | VF2, PT                                                     | CP                                                          | CP                                                          | SIV, PT                                                     | VF2, PT                                                     |                                                             |
| 16年度 施工分  | 号車              | 1                                                           | 4→2                                                         | 3                                                           | 2→4                                                         | 5                                                           | 6                                                           | 7                                                           | 8                                                           | 9                                                           | 10                                                          |
| 16年度 施工分  | 元の区分          | 6両編成                                                     | 6両編成                                                     | 6両編成                                                     | 6両編成                                                     | 6両編成                                                     | 6両編成                                                     | 4両編成                                                     | 4両編成                                                     | 4両編成                                                     | 4両編成                                                     |
| 16年度 施工分  | 元の区分          | Tc2                                                         | M2                                                          | T                                                           | M3                                                          | M1                                                          | Tc1□                                                        | □Tc2                                                        | M2                                                          | M1                                                          | Tc1                                                         |
| 16年度 施工分  | 搭載機器          | CP                                                          | VF, PT                                                      | PT                                                          | VF, SIV                                                     | VF, SIV, PT                                                 | CP                                                          | CP                                                          | VF, SIV, PT                                                 | VF, SIV, PT                                                 | CP                                                          |
| 16年度 施工分  | 車両番号 (旧番号) | 1495 (1456)                                                 | 1445 (1306)                                                 | 1395 (1356)                                                 | 1345 (1406)                                                 | 1245 (1206)                                                 | 1295 (1256)                                                 | 1195 (1156)                                                 | 1145 (1106)                                                 | 1045 (1006)                                                 | 1095 (1056)                                                 |
| 16年度 施工分  | 車両番号 (旧番号) | 1496 (1452)                                                 | 1446 (1302)                                                 | 1396 (1352)                                                 | 1346 (1402)                                                 | 1246 (1202)                                                 | 1296 (1252)                                                 | 1196 (1152)                                                 | 1146 (1102)                                                 | 1046 (1002)                                                 | 1096 (1052)                                                 |
| 21年度 施工分  | 号車              | 1                                                           | 4→2                                                         | 3                                                           | 2→4                                                         | 5                                                           | (3)→6                                                       | (5)→7                                                       | 8                                                           | 9                                                           | 10                                                          |
| 21年度 施工分  | 元の区分          | 6両編成                                                     | 6両編成                                                     | 6両編成                                                     | 6両編成                                                     | 6両編成                                                     | 8両編成                                                     | 8両編成                                                     | 4両編成                                                     | 4両編成                                                     | 4両編成                                                     |
| 21年度 施工分  | 元の区分          | Tc2                                                         | M2                                                          | T                                                           | M3                                                          | M1                                                          | T3                                                          | T1                                                          | M2                                                          | M1                                                          | Tc1                                                         |
| 21年度 施工分  | 搭載機器          | CP                                                          | VF, PT                                                      | PT                                                          | VF, SIV                                                     | VF, SIV, PT                                                 | PT                                                          |                                                             | VF, SIV, PT                                                 | VF, SIV, PT                                                 | CP                                                          |
| 21年度 施工分  | 車両番号 (旧番号) | 1497 (1455)                                                 | 1447 (1305)                                                 | 1397 (1355)                                                 | 1347 (1405)                                                 | 1247 (1205)                                                 | 1297 (1381)                                                 | 1197 (1181)                                                 | 1147 (1105)                                                 | 1047 (1005)                                                 | 1097 (1055)                                                 |
| 備考           | 備考              | 号車・区分の太字は変更点を、□印は運転台のあった位置を示す。 | 号車・区分の太字は変更点を、□印は運転台のあった位置を示す。 | 号車・区分の太字は変更点を、□印は運転台のあった位置を示す。 | 号車・区分の太字は変更点を、□印は運転台のあった位置を示す。 | 号車・区分の太字は変更点を、□印は運転台のあった位置を示す。 | 号車・区分の太字は変更点を、□印は運転台のあった位置を示す。 | 号車・区分の太字は変更点を、□印は運転台のあった位置を示す。 | 号車・区分の太字は変更点を、□印は運転台のあった位置を示す。 | 号車・区分の太字は変更点を、□印は運転台のあった位置を示す。 | 号車・区分の太字は変更点を、□印は運転台のあった位置を示す。 |

|          | ← 小田原・藤沢・唐木田・箱根湯本新宿 →    |                                           |                                           |                                           |
| 号車     | 7                                         | 8                                         | 9                                         | 10                                        |
| 形式     | クハ1050                                  | デハ1000                                  | デハ1000                                  | クハ1050                                  |
| 区分     | Tc2                                       | M2                                        | M1                                        | Tc1                                       |
| 搭載機器 | SIV, CP                                   | VF, PT                                    | VF, PT                                    | SIV, CP                                   |
| 定員     | 143                                       | 155                                       | 155                                       | 143                                       |
| 車両番号 | 1651 ： 1656                              | 1601 ： 1606                              | 1501 ： 1506                              | 1551 ： 1556                              |
| 備考     | 全て6両編成へ改造、リニューアル編成なし。 | 全て6両編成へ改造、リニューアル編成なし。 | 全て6両編成へ改造、リニューアル編成なし。 | 全て6両編成へ改造、リニューアル編成なし。 |

|          | ← 小田原・藤沢・唐木田・箱根湯本新宿 → |           |           |           |           |           |
| 号車     | 1                                      | 2         | 3         | 4         | 5         | 6         |
| 形式     | クハ1050                               | デハ1000  | サハ1050  | デハ1000  | デハ1000  | クハ1050  |
| 区分     | Tc2                                    | M3        | T         | M2        | M1        | Tc1       |
| 搭載機器 | CP                                     | VF        | SIV, PT   | VF, PT    | VF, PT    | SIV, CP   |
| 自重     | 31.9 t                                 | 38.2 t    | 33.1 t    | 38.5 t    | 38.5 t    | 33.9 t    |
| 定員     | 143                                    | 155       | 155       | 155       | 155       | 143       |
| 車両番号 | 1951 1952                              | 1901 1902 | 1851 1852 | 1801 1802 | 1701 1702 | 1751 1752 |

|          | ← 小田原・藤沢・唐木田・箱根湯本新宿 → |                        |                        |                        |                        |                        |
| 号車     | 1                                      | 2                      | 3                      | 4                      | 5                      | 6                      |
| 形式     | クハ1050                               | デハ1000               | サハ1050               | デハ1000               | デハ1000               | クハ1050               |
| 区分     | Tc2                                    | M3                     | T                      | M2                     | M1                     | Tc1                    |
| 搭載機器 | SIV, CP                                | VF, PT                 | SIV                    | VF, PT                 | VF, PT                 | SIV, CP                |
| 自重     | 33.9 t                                 | 39.1 t                 | 33.6 t                 | 39.4 t                 | 38.5 t                 | 33.9 t                 |
| 定員     | 143                                    | 154                    | 154                    | 154                    | 154                    | 143                    |
| 車両番号 | 1953 ： 1956                           | 1903 ： 1906           | 1853 ： 1856           | 1803 ： 1806           | 1703 ： 1706           | 1753 ： 1756           |
| 備考     | リニューアル編成なし。                 | リニューアル編成なし。 | リニューアル編成なし。 | リニューアル編成なし。 | リニューアル編成なし。 | リニューアル編成なし。 |

| 6両化後の区分             | 6両化後の区分             | 6両編成                                                              | 6両編成                                                              | 6両編成                                                              | 6両編成                                                              | 6両編成                                                              | 6両編成                                                              |
| 6両化後の区分             | 6両化後の区分             | Tc2                                                                  | M3                                                                   | T                                                                    | M2                                                                   | M1                                                                   | Tc1                                                                  |
| 搭載機器 （元の搭載機器） | 搭載機器 （元の搭載機器） | SIV, CP                                                              | VF, PT                                                               | SIV (SIV, CP)                                                        | VF, PT                                                               | VF, PT                                                               | SIV, CP                                                              |
| 新番号が 奇数の編成       | 元の区分                  | 4両編成 (2本目)                                                      | 4両編成 (2本目)                                                      | 4両編成 (1本目)                                                      | 4両編成 (1本目)                                                      | 4両編成 (1本目)                                                      | 4両編成 (1本目)                                                      |
| 新番号が 奇数の編成       | 元の区分                  | Tc2                                                                  | M2                                                                   | □Tc2                                                                 | M2                                                                   | M1                                                                   | Tc1                                                                  |
| 新番号が 奇数の編成       | 車両番号 (旧番号)         | 1953 (1652)                                                          | 1903 (1602)                                                          | 1853 (1651)                                                          | 1803 (1601)                                                          | 1703 (1501)                                                          | 1753 (1551)                                                          |
| 新番号が 奇数の編成       | 車両番号 (旧番号)         | 1955 (1655)                                                          | 1905 (1605)                                                          | 1855 (1654)                                                          | 1805 (1604)                                                          | 1705 (1504)                                                          | 1755 (1554)                                                          |
| 新番号が 偶数の編成       | 元の区分                  | 4両編成 (3本目)                                                      | 4両編成 (2本目)                                                      | 4両編成 (2本目)                                                      | 4両編成 (3本目)                                                      | 4両編成 (3本目)                                                      | 4両編成 (3本目)                                                      |
| 新番号が 偶数の編成       | 元の区分                  | Tc2                                                                  | M1                                                                   | Tc1□                                                                 | M2                                                                   | M1                                                                   | Tc1                                                                  |
| 新番号が 偶数の編成       | 車両番号 (旧番号)         | 1954 (1653)                                                          | 1904 (1502)                                                          | 1854 (1552)                                                          | 1804 (1603)                                                          | 1704 (1503)                                                          | 1754 (1553)                                                          |
| 新番号が 偶数の編成       | 車両番号 (旧番号)         | 1956 (1656)                                                          | 1906 (1505)                                                          | 1856 (1555)                                                          | 1806 (1606)                                                          | 1706 (1506)                                                          | 1756 (1556)                                                          |
| 備考                      | 備考                      | 区分・搭載機器の太字は変更点を示す。 □印は運転台のあった位置を示す。 | 区分・搭載機器の太字は変更点を示す。 □印は運転台のあった位置を示す。 | 区分・搭載機器の太字は変更点を示す。 □印は運転台のあった位置を示す。 | 区分・搭載機器の太字は変更点を示す。 □印は運転台のあった位置を示す。 | 区分・搭載機器の太字は変更点を示す。 □印は運転台のあった位置を示す。 | 区分・搭載機器の太字は変更点を示す。 □印は運転台のあった位置を示す。 |

## 各編成の形態
| 編成番号 | 製造    | 製造 | 編成形態        | 更新                                   | 状況         | 備考                                   |
| -------- | ------- | ---- | --------------- | -------------------------------------- | ------------ | -------------------------------------- |
| 1051×4   | 87年度  | 東急 | 4両編成         | —                                      | 廃車         | クヤ31連結対応                         |
| 1052×4   | 87年度  | 東急 | 4両編成         | —                                      | 消滅：10両化 | 1096×10へ                              |
| 1053×4   | 87年度  | 東急 | 4両編成         | —                                      | 廃車         |                                        |
| 1054×4   | 87年度  | 東急 | 4両編成         | —                                      | 廃車         |                                        |
| 1055×4   | 87年度  | 日車 | 4両編成         | —                                      | 消滅：10両化 | 1097×10へ（クハ1155を除く）            |
| 1056×4   | 87年度  | 川重 | 4両編成         | —                                      | 消滅：10両化 | 1095×10へ                              |
| 1057×4   | 87年度  | 川重 | 4両編成         | 2015.03                                |              |                                        |
| 1058×4   | 87年度  | 川重 | 4両編成         | —                                      | 廃車         | レーティッシュ塗装                     |
| 1059×4   | 88年度  | 川重 | 4両編成         | —                                      | 廃車         | レーティッシュ塗装                     |
| 1060×4   | 88年度  | 川重 | 4両編成         | —                                      | 廃車         | レーティッシュ塗装                     |
| 1061×4   | 88年度  | 日車 | 4両編成         | —                                      | 廃車         | レーティッシュ塗装                     |
| 1062×4   | 89年度  | 東急 | 4両編成         | —                                      | 廃車（保存） | 訓練車として大野総合車両所で保存       |
| 1063×4   | 89年度  | 東急 | 4両編成         | 2015.08                                |              | 電気連結器撤去・ワンマン化対応工事済み |
| 1064×4   | 89年度  | 川重 | 4両編成         | 2017.04                                |              | 電気連結器撤去・ワンマン化対応工事済み |
| 1065×4   | 89年度  | 東急 | 4両編成         | 2020.08                                |              | 電気連結器撤去・ワンマン化対応工事済み |
| 1066×4   | 89年度  | 日車 | 4両編成         | 2014.11                                |              | 電気連結器撤去・ワンマン化対応工事済み |
| 1067×4   | 90年度  | 日車 | 4両編成         | 2018.07                                |              |                                        |
| 1068×4   | 90年度  | 日車 | 4両編成         | —                                      | 廃車         |                                        |
| 1069×4   | 90年度  | 東急 | 4両編成         | 2020.03                                |              |                                        |
| 1251×6   | 88年度  | 東急 | 6両編成         | —                                      | 廃車         |                                        |
| 1252×6   | 88年度  | 日車 | 6両編成         | —                                      | 消滅：10両化 | 1096×10へ                              |
| 1253×6   | 88年度  | 川重 | 6両編成         | —                                      | 廃車         |                                        |
| 1254×6   | 89年度  | 川重 | 6両編成         | —                                      | 廃車         |                                        |
| 1255×6   | 89年度  | 東急 | 6両編成         | —                                      | 消滅：10両化 | 1097×10へ（クハ1255を除く）            |
| 1256×6   | 89年度  | 日車 | 6両編成         | —                                      | 消滅：10両化 | 1095×10へ                              |
| 1081×8   | 92年度  | 川重 | 8両編成         | —                                      | 廃車・消滅   | 6両廃車、サハ2両のみ1097×10へ          |
| 1091×10  | 91年度  | 日車 | 10両編成        | 2018.02                                |              |                                        |
| 1092×10  | 92年度  | 川重 | 10両編成        | 2022.02                                |              |                                        |
| 1093×10  | 92年度  | 東急 | 10両編成        | 2019.03                                |              |                                        |
| 1094×10  | 92年度  | 日車 | 10両編成        | 2019.12                                |              |                                        |
| 1095×10  |         |      | 10両化 改造編成 | 2016.04                                |              | 種車：1056×4+1256×6                    |
| 1096×10  | 2017.01 |      | 10両化 改造編成 | 種車：1052×4+1252×6                    |              |                                        |
| 1097×10  | 2021.04 |      | 10両化 改造編成 | 種車：1055×4+1255×6、1081×8（サハ2両） |              |                                        |

| 編成番号 | 製造                                         | 製造 | 編成形態                  | 更新 | 状況        | 備考                                |
| -------- | -------------------------------------------- | ---- | ------------------------- | ---- | ----------- | ----------------------------------- |
| 1551×4   | 90年度                                       | 東急 | ワイドドア 4両編成        | —    | 消滅：6両化 | 1753×6へ                            |
| 1552×4   | 90年度                                       | 川重 | ワイドドア 4両編成        | —    | 消滅：6両化 | 新宿方は1753×6、海老名方は1754×6へ  |
| 1553×4   | 91年度                                       | 東急 | ワイドドア 4両編成        | —    | 消滅：6両化 | 1754×6へ                            |
| 1554×4   | 91年度                                       | 東急 | ワイドドア 4両編成        | —    | 消滅：6両化 | 1755×6へ                            |
| 1555×4   | 91年度                                       | 川重 | ワイドドア 4両編成        | —    | 消滅：6両化 | 新宿方は1755×6、海老名方は1756×6へ  |
| 1556×4   | 91年度                                       | 川重 | ワイドドア 4両編成        | —    | 消滅：6両化 | 1756×6へ                            |
| 1751×6   | 90年度                                       | 東急 | ワイドドア 6両編成        | —    | 廃車        | クヤ31連結対応                      |
| 1752×6   | 90年度                                       | 川重 | ワイドドア 6両編成        | —    | 廃車        | クヤ31連結対応                      |
| 1753×6   |                                              |      | ワイドドア 6両化 改造編成 | —    | 廃車        | 種車：1551×4、1552×4（海老名方2両） |
| 1754×6   | 種車：1553×4、1552×4（新宿方2両→2・3号車へ） |      | ワイドドア 6両化 改造編成 | —    | 廃車        |                                     |
| 1755×6   | 種車：1554×4、1555×4（海老名方2両）          |      | ワイドドア 6両化 改造編成 | —    | 廃車        |                                     |
| 1756×6   | 種車：1556×4、1555×4（新宿方2両→2・3号車へ） |      | ワイドドア 6両化 改造編成 | —    | 廃車        |                                     |